# Olaszország a 2016. évi nyári olimpiai játékokon
Olaszország a brazíliai Rio de Janeiróban megrendezett 2016. évi nyári olimpiai játékok egyik részt vevő nemzete volt. Az országot az olimpián 24 sportágban 309 sportoló képviselte, akik összesen 28 érmet szereztek.

## Érmesek
| Érem  | Versenyző | Sportág       | Versenyszám                    |
| ----- | --- | ------------- | ------------------------------ |
| Arany | Fabio Basile | Cselgáncs     | Férfi harmatsúly               |
| Arany | Elia Viviani | Kerékpározás  | Férfi omnium                   |
| Arany | Niccolò Campriani | Sportlövészet | Férfi légpuska                 |
| Arany | Niccolò Campriani | Sportlövészet | Férfi sportpuska, összetett    |
| Arany | Gabriele Rossetti | Sportlövészet | Férfi skeet                    |
| Arany | Diana Bacosi | Sportlövészet | Női skeet                      |
| Arany | Gregorio Paltrinieri | Úszás         | Férfi 1500 m gyors             |
| Arany | Daniele Garozzo | Vívás         | Férfi tőr, egyéni              |
| Ezüst | Odette Giuffrida | Cselgáncs     | Női harmatsúly                 |
| Ezüst | Tania Cagnotto Francesca Dallapè | Műugrás       | Női szinkron műugrás           |
| Ezüst | Nemzeti válogatott Oleg Antonov Emanuele Birarelli Simone Buti Massimo Colaci Simone Giannelli Osmany Juantorena Filippo Lanza Matteo Piano Salvatore Rossini Pasquale Sottile Luca Vettori Ivan Zaytsev                                         | Röplabda      | Férfi                          |
| Ezüst | Daniele Lupo Paolo Nicolai | Röplabda      | Férfi strandröplabda           |
| Ezüst | Giovanni Pellielo | Sportlövészet | Férfi trap                     |
| Ezüst | Marco Innocenti | Sportlövészet | Férfi dupla trap               |
| Ezüst | Chiara Cainero | Sportlövészet | Női skeet                      |
| Ezüst | Rachele Bruni | Úszás         | Női 10 km nyílt vízi           |
| Ezüst | Marco Fichera Enrico Garozzo Paolo Pizzo Andrea Santarelli | Vívás         | Férfi párbajtőr, csapat        |
| Ezüst | Rossella Fiamingo | Vívás         | Női párbajtőr, egyéni          |
| Ezüst | Elisa Di Francisca | Vívás         | Női tőr, egyéni                |
| Ezüst | Nemzeti válogatott Rosaria Aiello Roberta Bianconi Aleksandra Cotti Tania Di Mario Giulia Emmolo Teresa Frassinetti Arianna Garibotti Giulia Gorlero Francesca Pomeri Federica Radicchi Chiara Tabani Laura Teani Elisa Queirolo                 | Vízilabda     | Női                            |
| Bronz | Frank Chamizo | Birkózás      | Férfi szabadfogás, 65 kg       |
| Bronz | Giovanni Abagnale Marco Di Costanzo | Evezés        | Férfi kormányos nélküli kettes |
| Bronz | Matteo Castaldo Matteo Lodo Domenico Montrone Giuseppe Vicino | Evezés        | Férfi kormányos nélküli négyes |
| Bronz | Elisa Longo Borghini | Kerékpározás  | Női egyéni mezőnyverseny       |
| Bronz | Tania Cagnotto | Műugrás       | Női egyéni műugrás             |
| Bronz | Gabriele Detti | Úszás         | Férfi 400 m gyors              |
| Bronz | Gabriele Detti | Úszás         | Férfi 1500 m gyors             |
| Bronz | Nemzeti válogatott Matteo Aicardi Michaël Bodegas Marco Del Lungo Francesco Di Fulvio Pietro Figlioli Andrea Fondelli Valentino Gallo Niccolò Gitto Alessandro Nora Christian Presciutti Nicholas Presciutti Stefano Tempesti Alessandro Velotto | Vízilabda     | Férfi                          |

## Atlétika
Férfi
| Versenyző          | Versenyszám     | Előfutam | Előfutam | Előfutam | Elődöntő | Elődöntő | Elődöntő | Döntő         | Döntő         |
| Versenyző          | Versenyszám     | Idő      | Hely.    | Össz.    | Idő      | Hely.    | Össz.    | Idő           | Helyezés      |
| ------------------ | --------------- | -------- | -------- | -------- | -------- | -------- | -------- | ------------- | ------------- |
| Fausto Desalu      | 200 m           | 20,65    | 5.       | 49.**    | kiesett  | kiesett  | kiesett  | kiesett       | kiesett       |
| Davide Manenti     | 200 m           | 20,51    | 4.       | 34.*     | kiesett  | kiesett  | kiesett  | kiesett       | kiesett       |
| Matteo Galvan      | 200 m           | 20,58    | 2.       | 40.**    | 20,88    | 8.       | 24.      | kiesett       | kiesett       |
| Matteo Galvan      | 400 m           | 46,07    | 4.       | 34.      | kiesett  | kiesett  | kiesett  | kiesett       | kiesett       |
| Giordano Benedetti | 800 m           | 1:49,40  | 3.       | 42.      | 1:46,41  | 6.       | 20.      | kiesett       | kiesett       |
| Abdoullah Bamoussa | 3000 m akadály  | 8:42,81  | 12.      | 34.      |          |          |          | kiesett       | kiesett       |
| Yuri Floriani      | 3000 m akadály  | 8:40,80  | 10.      | 32.      |          |          |          | kiesett       | kiesett       |
| Stefano La Rosa    | Maraton         |          |          |          |          |          |          | 2:18:57       | 57.           |
| Daniele Meucci     | Maraton         |          |          |          |          |          |          | nem ért célba | nem ért célba |
| Ruggero Pertile    | Maraton         |          |          |          |          |          |          | 2:17:30       | 38.           |
| Matteo Giupponi    | 20 km gyaloglás |          |          |          |          |          |          | 1:20:27       | 8.            |
| Matteo Giupponi    | 50 km gyaloglás |          |          |          |          |          |          | nem ért célba | nem ért célba |
| Marco De Luca      | 50 km gyaloglás |          |          |          |          |          |          | 3:54:40       | 21.           |
| Teodorico Caporaso | 50 km gyaloglás |          |          |          |          |          |          | nem ért célba | nem ért célba |

| Versenyző       | Versenyszám   | Selejtező                | Selejtező                | Döntő    | Döntő    |
| Versenyző       | Versenyszám   | Eredmény                 | Helyezés                 | Eredmény | Helyezés |
| --------------- | ------------- | ------------------------ | ------------------------ | -------- | -------- |
| Silvano Chesani | Magasugrás    | 222 cm                   | 33.                      | kiesett  | kiesett  |
| Fabrizio Donato | Hármasugrás   | 16,54 m                  | 17.                      | kiesett  | kiesett  |
| Marco Lingua    | Kalapácsvetés | érvényes kísérlet nélkül | érvényes kísérlet nélkül | kiesett  | kiesett  |

Női
| Versenyző                                                                     | Versenyszám     | Előfutam | Előfutam | Előfutam | Elődöntő | Elődöntő | Elődöntő | Döntő         | Döntő         |
| Versenyző                                                                     | Versenyszám     | Idő      | Hely.    | Össz.    | Idő      | Hely.    | Össz.    | Idő           | Helyezés      |
| ----------------------------------------------------------------------------- | --------------- | -------- | -------- | -------- | -------- | -------- | -------- | ------------- | ------------- |
| Gloria Hooper                                                                 | 200 m           | 23,05    | 6.       | 33.      | kiesett  | kiesett  | kiesett  | kiesett       | kiesett       |
| Maria Benedicta Chigbolu                                                      | 400 m           | 52,06    | 3.       | 26.      | kiesett  | kiesett  | kiesett  | kiesett       | kiesett       |
| Libania Grenot                                                                | 400 m           | 51,17    | 2.       | 5.       | 50,60    | 3.       | 6.       | 51,25         | 8.            |
| Yusneysi Santiusti                                                            | 800 m           | 2:00,45  | 2.       | 23.      | 2:00,80  | 7.       | 18.      | kiesett       | kiesett       |
| Margherita Magnani                                                            | 1500 m          | 4:09,74  | 11.      | 21.      | kiesett  | kiesett  | kiesett  | kiesett       | kiesett       |
| Veronica Inglese                                                              | 10 000 m        |          |          |          |          |          |          | 32:11,67      | 30.           |
| Marzia Caravelli                                                              | 400 m gát       | 57,77    | 6.       | 37.      | kiesett  | kiesett  | kiesett  | kiesett       | kiesett       |
| Ayomide Folorunso                                                             | 400 m gát       | 55,78    | 3.       | 9.       | 56,37    | 7.       | 19.      | kiesett       | kiesett       |
| Yadisleidy Pedroso                                                            | 400 m gát       | 55,91    | 4.       | 11.      | 55,78    | 5.       | 12.      | kiesett       | kiesett       |
| Catherine Bertone                                                             | Maraton         |          |          |          |          |          |          | 2:33:29       | 25.           |
| Anna Incerti                                                                  | Maraton         |          |          |          |          |          |          | nem ért célba | nem ért célba |
| Valeria Straneo                                                               | Maraton         |          |          |          |          |          |          | 2:29:44       | 13.           |
| Eleonora Giorgi                                                               | 20 km gyaloglás |          |          |          |          |          |          | kizárták      | kizárták      |
| Antonella Palmisano                                                           | 20 km gyaloglás |          |          |          |          |          |          | 1:29:03       | 4.            |
| Elisa Rigaudo                                                                 | 20 km gyaloglás |          |          |          |          |          |          | 1:31:04       | 11.           |
| Maria Benedicta Chigbolu Maria Enrica Spacca Ayomide Folorunso Libania Grenot | 4 × 400 m váltó | 3:25,16  | 4.       | 6.       |          |          |          | 3:27,05       | 6.            |

| Versenyző      | Versenyszám | Selejtező | Selejtező | Döntő    | Döntő    |
| Versenyző      | Versenyszám | Eredmény  | Helyezés  | Eredmény | Helyezés |
| -------------- | ----------- | --------- | --------- | -------- | -------- |
| Desirée Rossit | Magasugrás  | 194 cm    | 15.**     | 188 cm   | 16.      |
| Alessia Trost  | Magasugrás  | 194 cm    | 7.*       | 193 cm   | 5.       |
| Sonia Malavisi | Rúdugrás    | 445 cm    | 21.*      | kiesett  | kiesett  |
| Dariya Derkach | Hármasugrás | 13,56 m   | 28.       | kiesett  | kiesett  |

* - egy másik versenyzővel azonos eredményt ért el

** - két másik versenyzővel azonos eredményt ért el

## Birkózás

### Férfi
Kötöttfogású
| Versenyző         | Versenyszám | Selejtező         | Nyolcaddöntő                  | Negyeddöntő       | Elődöntő          | Vigaszág első kör | Vigaszág elődöntő                | Bronz- mérkőzés   | Döntő             | Helyezés |
| Versenyző         | Versenyszám | Ellenfél Eredmény | Ellenfél Eredmény             | Ellenfél Eredmény | Ellenfél Eredmény | Ellenfél Eredmény | Ellenfél Eredmény                | Ellenfél Eredmény | Ellenfél Eredmény | Helyezés |
| ----------------- | ----------- | ----------------- | ----------------------------- | ----------------- | ----------------- | ----------------- | -------------------------------- | ----------------- | ----------------- | -------- |
| Daigoro Timoncini | 98 kg       | erőnyerő          | Artur Alekszanján (ARM) · 2–5 |                   |                   |                   | Alin Alexuc-Ciurariu (ROU) · 0–3 | kiesett           |                   | 12.      |

Szabadfogású
| Versenyző     | Versenyszám | Selejtező         | Nyolcaddöntő                 | Negyeddöntő                   | Elődöntő                   | Vigaszág első kör | Vigaszág elődöntő | Bronz- mérkőzés            | Döntő             | Helyezés |
| Versenyző     | Versenyszám | Ellenfél Eredmény | Ellenfél Eredmény            | Ellenfél Eredmény             | Ellenfél Eredmény          | Ellenfél Eredmény | Ellenfél Eredmény | Ellenfél Eredmény          | Ellenfél Eredmény | Helyezés |
| ------------- | ----------- | ----------------- | ---------------------------- | ----------------------------- | -------------------------- | ----------------- | ----------------- | -------------------------- | ----------------- | -------- |
| Frank Chamizo | 65 kg       | erőnyerő          | Davit Szafariján (ARM) · 3–1 | Zurab Iakobisvili (GEO) · 4–3 | Toğrul Əsgərov (AZE) · 4–7 |                   |                   | Frank Molinaro (USA) · 5–3 |                   |          |

## Cselgáncs
Férfi
| Versenyző         | Versenyszám | Selejtező                         | 32-es főtábla                                    | Nyolcaddöntő                             | Negyeddöntő                                   | Elődöntő                            | Vigaszág elődöntő                   | Bronz- mérkőzés                   | Döntő                         | Helyezés |
| Versenyző         | Versenyszám | Ellenfél Eredmény                 | Ellenfél Eredmény                                | Ellenfél Eredmény                        | Ellenfél Eredmény                             | Ellenfél Eredmény                   | Ellenfél Eredmény                   | Ellenfél Eredmény                 | Ellenfél Eredmény             | Helyezés |
| ----------------- | ----------- | --------------------------------- | ------------------------------------------------ | ---------------------------------------- | --------------------------------------------- | ----------------------------------- | ----------------------------------- | --------------------------------- | ----------------------------- | -------- |
| Elios Manzi       | Légsúly     | erőnyerő                          | Kim Vondzsin (Kim Won-Jin) (KOR) · 000(1)–001(3) | kiesett                                  | kiesett                                       | kiesett                             |                                     |                                   |                               | 17.      |
| Fabio Basile      | Harmatsúly  | erőnyerő                          | Sebastian Seidl (GER) · 100(0)-000(0)            | Nijat Shikhalizada (AZE) · 110(1)-000(1) | Davádordzsín Tömörhüleg (MGL) · 100(1)-000(0) | Adrian Gomboc (SLO) · 000(0)-000(2) |                                     |                                   | An Baul (KOR) · 100(1)-001(1) |          |
| Matteo Marconcini | Váltósúly   | Kodo Nakano (PHI) · 100(0)-000(0) | Joachim Bottieau (BEL) · 000(0)-000(1)           | Valeriu Duminică (MDA) · 110(1)-010(1)   | Avtandil Ch'rik'ishvili (GEO) · 000(1)–011(2) |                                     | Ivaylo Ivanov (BUL) · 100(0)-000(0) | Sergiu Toma (UAE) · 000(0)–100(0) |                               | 5.       |

Női
| Versenyző         | Versenyszám | Selejtező                            | Nyolcaddöntő                         | Negyeddöntő                         | Elődöntő                         | Vigaszág elődöntő | Bronz- mérkőzés   | Döntő                                   | Helyezés |
| Versenyző         | Versenyszám | Ellenfél Eredmény                    | Ellenfél Eredmény                    | Ellenfél Eredmény                   | Ellenfél Eredmény                | Ellenfél Eredmény | Ellenfél Eredmény | Ellenfél Eredmény                       | Helyezés |
| ----------------- | ----------- | ------------------------------------ | ------------------------------------ | ----------------------------------- | -------------------------------- | ----------------- | ----------------- | --------------------------------------- | -------- |
| Valentina Moscatt | Légsúly     | Văn Ngọc Tú (VIE) · 000(2)–000(1)    | kiesett                              | kiesett                             | kiesett                          |                   |                   |                                         | 17.      |
| Odette Giuffrida  | Harmatsúly  | erőnyerő                             | Mareen Kräh (GER) · 001(3)-000(1)    | Andreea Chiţu (ROU) · 001(2)-000(0) | Ma Yingnan (CHN) · 000(0)-000(1) |                   |                   | Majlinda Kelmendi (KOS) · 000(0)–001(1) |          |
| Edwige Gwend      | Váltósúly   | Mia Hermansson (SWE) · 101(1)-000(0) | Tina Trstenjak (SLO) · 000(2)–000(0) | kiesett                             | kiesett                          |                   |                   |                                         | 9.       |

## Evezés
Férfi
| Versenyző | Versenyszám                          | Előfutam | Előfutam | Vigaszág | Vigaszág | Elődöntő | Elődöntő | Elődöntő | Döntő   | Döntő   | Döntő   | Helyezés |
| Versenyző | Versenyszám                          | Idő      | Hely.    | Idő      | Hely.    | Típus    | Idő      | Hely.    | Típus   | Idő     | Hely.   | Helyezés |
| --- | ------------------------------------ | -------- | -------- | -------- | -------- | -------- | -------- | -------- | ------- | ------- | ------- | -------- |
| Francesco Fossi Romano Battisti | Kétpárevezős                         | 6:42,33  | 3.       | erőnyerő | erőnyerő | A/B      | 6:15,24  | 2.       | A       | 6:57,10 | 4.      | 4.       |
| Andrea Micheletti Marcello Miani | Könnyűsúlyú kétpárevezős             | 6:24,10  | 2.       | erőnyerő | erőnyerő | A/B      | 6:40,45  | 4.       | B       | 6:29,52 | 2.      | 8.       |
| Giovanni Abagnale Marco Di Costanzo | Kormányos nélküli kettes             | 6:46,04  | 2.       | erőnyerő | erőnyerő | A/B      | 6:24,96  | 1.       | A       | 7:04,52 | 3.      |          |
| Stefano Oppo Martino Goretti Livio La Padula Pietro Ruta | Könnyűsúlyú kormányos nélküli négyes | 6:03,26  | 1.       | erőnyerő | erőnyerő | A/B      | 6:06,56  | 1.       | A       | 6:25,52 | 4.      | 4.       |
| Domenico Montrone Matteo Castaldo Matteo Lodo Giuseppe Vicino                                                                                               | Kormányos nélküli négyes             | 5:56,01  | 1.       | erőnyerő | erőnyerő | A/B      | 6:16,54  | 3.       | A       | 6:03,85 | 3.      |          |
| Mario Paonessa Fabio Infimo Matteo Stefanini Pierpaolo Frattini Emanuele Liuzzi Simone Venier Luca Agamennoni Vincenzo Capelli Enrico D'Aniello (kormányos) | Nyolcas                              | 5:52,83  | 4.       | 6:05,12  | 5.       |          |          |          | kiesett | kiesett | kiesett | 7.       |

Női
| Versenyző                         | Versenyszám              | Előfutam | Előfutam | Vigaszág | Vigaszág | Elődöntő | Elődöntő | Elődöntő | Döntő | Döntő   | Döntő | Helyezés |
| Versenyző                         | Versenyszám              | Idő      | Hely.    | Idő      | Hely.    | Típus    | Idő      | Hely.    | Típus | Idő     | Hely. | Helyezés |
| --------------------------------- | ------------------------ | -------- | -------- | -------- | -------- | -------- | -------- | -------- | ----- | ------- | ----- | -------- |
| Laura Milani Valentina Rodini     | Könnyűsúlyú kétpárevezős | 7:09,12  | 4.       | 8:03,03  | 3.       | C/D      | 8:11,21  | 1.       | C     | 7:36,64 | 1.    | 13.      |
| Alessandra Patelli Sara Bertolasi | Kormányos nélküli kettes | 7:13,06  | 4.       | 7:58,89  | 2.       | A/B      | 7:45,44  | 6.       | B     | 7:24,51 | 5.    | 11.      |

## Golf
| Versenyző        | Versenyszám  | 1. forduló | 1. forduló | 2. forduló | 2. forduló | 3. forduló | 3. forduló | 4. forduló | 4. forduló | Összesen | Összesen | Összesen |
| Versenyző        | Versenyszám  | Pont       | Par        | Pont       | Par        | Pont       | Par        | Pont       | Par        | Pontszám | Par      | Helyezés |
| ---------------- | ------------ | ---------- | ---------- | ---------- | ---------- | ---------- | ---------- | ---------- | ---------- | -------- | -------- | -------- |
| Nino Bertasio    | Férfi egyéni | 72         | +1         | 72         | +1         | 71         | 0          | 68         | −3         | 283      | −1       | 30.      |
| Matteo Manassero | Férfi egyéni | 69         | −2         | 73         | +2         | 71         | 0          | 69         | −2         | 282      | −2       | 27.      |
| Giulia Molinaro  | Női egyéni   | 78         | +7         | 78         | +7         | 74         | +3         | 70         | −1         | 300      | +16      | 53.      |
| Giulia Sergas    | Női egyéni   | 77         | +6         | 74         | +3         | 77         | +6         | 74         | +3         | 302      | +18      | 55.      |

## Íjászat
Férfi
| Versenyző                                      | Versenyszám | Selejtező | Selejtező | 64-es főtábla                    | 32-es főtábla                      | Nyolcaddöntő                     | Negyeddöntő                                                                                            | Elődöntő          | Döntő             | Helyezés |
| Versenyző                                      | Versenyszám | Pont      | Kiemelés  | Ellenfél Eredmény                | Ellenfél Eredmény                  | Ellenfél Eredmény                | Ellenfél Eredmény                                                                                      | Ellenfél Eredmény | Ellenfél Eredmény | Helyezés |
| ---------------------------------------------- | ----------- | --------- | --------- | -------------------------------- | ---------------------------------- | -------------------------------- | --- | ----------------- | ----------------- | -------- |
| Marco Galiazzo                                 | Egyéni      | 651       | 47.       | Crispin Duenas (CAN)(18.) · 5-6  | kiesett                            | kiesett                          | kiesett                                                                                                | kiesett           | kiesett           | 33.      |
| Mauro Nespoli                                  | Egyéni      | 671       | 16.       | Muhammad Wijaya (INA)(49.) · 7-3 | Sultan Duzelbayev (KAZ)(48.) · 6-0 | Riau Ega Agatha (INA)(33.) · 6-0 | Jean-Charles Valladont (FRA)(8.) · 5-6                                                                 | kiesett           | kiesett           | 6.       |
| David Pasqualucci                              | Egyéni      | 685       | 3.        | Areneo David (MAW)(62.) · 6-0    | Antonio Fernández (ESP)(35.) · 2-6 | kiesett                          | kiesett                                                                                                | kiesett           | kiesett           | 17.      |
| Marco Galiazzo Mauro Nespoli David Pasqualucci | Csapat      | 2007      | 3.        |                                  |                                    | erőnyerő                         | Kína (CHN) · Ku Hszüe-szung (Gu Xuesong) · Hszing Jü (Xing Yu) · Vang Ta-peng (Wang Dapeng) (6.) · 0–6 | kiesett           | kiesett           | 8.       |

Női
| Versenyző                                       | Versenyszám | Selejtező | Selejtező | 64-es főtábla                     | 32-es főtábla                  | Nyolcaddöntő                                                                          | Negyeddöntő                                                                                     | Elődöntő                                                                                  | Döntő | Helyezés |
| Versenyző                                       | Versenyszám | Pont      | Kiemelés  | Ellenfél Eredmény                 | Ellenfél Eredmény              | Ellenfél Eredmény                                                                     | Ellenfél Eredmény                                                                               | Ellenfél Eredmény                                                                         | Ellenfél Eredmény | Helyezés |
| ----------------------------------------------- | ----------- | --------- | --------- | --------------------------------- | ------------------------------ | ------------------------------------------------------------------------------------- | ----------------------------------------------------------------------------------------------- | ----------------------------------------------------------------------------------------- | --- | -------- |
| Lucilla Boari                                   | Egyéni      | 651       | 7.        | Alice Ingley (AUS)(58.) · 1-7     | kiesett                        | kiesett                                                                               | kiesett                                                                                         | kiesett                                                                                   | kiesett | 33.      |
| Claudia Mandia                                  | Egyéni      | 612       | 46.       | Mackenzie Brown (USA)(19.) · 4-6  | kiesett                        | kiesett                                                                               | kiesett                                                                                         | kiesett                                                                                   | kiesett | 33.      |
| Guendalina Sartori                              | Egyéni      | 648       | 13.       | Carolina Aguirre (COL)(52.) · 6-0 | Dipika Kumári (IND)(20.) · 2-6 | kiesett                                                                               | kiesett                                                                                         | kiesett                                                                                   | kiesett | 17.      |
| Lucilla Boari Claudia Mandia Guendalina Sartori | Csapat      | 1911      | 6.        |                                   |                                | Brazília (BRA) · Marina Canetta · Sarah Nikitin · Ane Marcelle dos Santos (11.) · 6–0 | Kína (CHN) · Vu Csia-hszin (Wu Jiaxin) · Cao Huj (Cao Hui) · Csi Jü-hung (Qi Yuhong) (3.) · 5–3 | Oroszország (RUS) · Tujana Dasidorzsieva · Kszenyija Perova · Inna Sztyepanova (2.) · 3–5 | Bronzmérkőzés · Tajvan (TPE) · Lej Csien-jing (Le Chien-Ying) · Lin Si-csia (Lin Shih-chia) · Tan Ja-ting (Tan Ya-Ting) (4.) · 3–5 | 4.       |

## Kajak-kenu

### Gyorsasági
Férfi
| Versenyző                                                       | Versenyszám         | Előfutam | Előfutam | Előfutam | Elődöntő | Elődöntő | Elődöntő | Döntő   | Döntő    | Döntő    | Helyezés |
| Versenyző                                                       | Versenyszám         | Idő      | Hely.    | Össz.    | Idő      | Hely.    | Össz.    | Típus   | Idő      | Helyezés | Helyezés |
| --------------------------------------------------------------- | ------------------- | -------- | -------- | -------- | -------- | -------- | -------- | ------- | -------- | -------- | -------- |
| Manfredi Rizza                                                  | Kajak egyes 200 m   | 34,726   | 2.       | 6.       | 34,686   | 3.       | 6.       | A       | 36,000   | 6.       | 6.       |
| Alberto Ricchetti                                               | Kajak egyes 1000 m  | 3:37,610 | 6.       | 17.      | kiesett  | kiesett  | kiesett  | kiesett | kiesett  | kiesett  | 17.      |
| Alberto Ricchetti Mauro Crenna                                  | Kajak kettes 200 m  | 34,000   | 7.       | 12.      | 34,318   | 5.       | 9.       | B       | 35,516   | 5.       | 13.      |
| Nicola Ripamonti Giulio Dressino                                | Kajak kettes 1000 m | 3:30,429 | 5.       | 10.      | 3:17,942 | 2.       | 2.       | A       | 3:14,883 | 6.       | 6.       |
| Nicola Ripamonti Giulio Dressino Alberto Ricchetti Mauro Crenna | Kajak négyes 1000 m | 3:10,266 | 7.       | 14.      | 3:03,868 | 5.       | 11.      | B       | 3:14,399 | 6.       | 14.      |
| Carlo Tacchini                                                  | Kenu egyes 200 m    | 41,368   | 3.       | 13.      | 41,468   | 4.       | 15.      | B       | 40,733   | 7.       | 15.      |
| Carlo Tacchini                                                  | Kenu egyes 1000 m   | 4:04,697 | 4.       | 7.       | 4:02,461 | 2.       | 6.       | A       | 4:15,368 | 7.       | 7.       |

### Szlalom
Férfi
| Versenyző           | Versenyszám | Selejtező | Selejtező | Selejtező | Selejtező | Selejtező     | Selejtező     | Elődöntő | Elődöntő | Döntő | Döntő    |
| Versenyző           | Versenyszám | 1. futam  | 1. futam  | 2. futam  | 2. futam  | Jobb eredmény | Jobb eredmény | Elődöntő | Elődöntő | Döntő | Döntő    |
| Versenyző           | Versenyszám | Pont      | Hely.     | Pont      | Hely.     | Pont          | Hely.         | Pont     | Hely.    | Pont  | Helyezés |
| ------------------- | ----------- | --------- | --------- | --------- | --------- | ------------- | ------------- | -------- | -------- | ----- | -------- |
| Giovanni De Gennaro | Kajak egyes | 86,85     | 1.        | 90,74     | 9.        | 86,85         | 1.            | 95,59    | 9.       | 91,77 | 7.       |

Női
| Versenyző     | Versenyszám | Selejtező | Selejtező | Selejtező | Selejtező | Selejtező     | Selejtező     | Elődöntő | Elődöntő | Döntő  | Döntő    |
| Versenyző     | Versenyszám | 1. futam  | 1. futam  | 2. futam  | 2. futam  | Jobb eredmény | Jobb eredmény | Elődöntő | Elődöntő | Döntő  | Döntő    |
| Versenyző     | Versenyszám | Pont      | Hely.     | Pont      | Hely.     | Pont          | Hely.         | Pont     | Hely.    | Pont   | Helyezés |
| ------------- | ----------- | --------- | --------- | --------- | --------- | ------------- | ------------- | -------- | -------- | ------ | -------- |
| Stefanie Horn | Kajak egyes | 106,90    | 7.        | 99,07     | 1.        | 99,07         | 1.            | 108,30   | 8.       | 107,22 | 8.       |

## Kerékpározás

### Hegyi-kerékpározás
| Versenyző             | Versenyszám        | Idő     | Helyezés |
| --------------------- | ------------------ | ------- | -------- |
| Luca Braidot          | Férfi terepverseny | 1:36:35 | 7.       |
| Marco Aurelio Fontana | Férfi terepverseny | 1:40:25 | 20.      |
| Andrea Tiberi         | Férfi terepverseny | 1:39:33 | 19.      |
| Eva Lechner           | Női terepverseny   | 1:38:45 | 18.      |

### Országúti kerékpározás
Férfi
| Versenyző            | Versenyszám   | Idő              | Helyezés      |
| -------------------- | ------------- | ---------------- | ------------- |
| Fabio Aru            | Mezőnyverseny | 6:10:27 (+0:22)  | 6.            |
| Alessandro De Marchi | Mezőnyverseny | 6:30:10 (+20:05) | 63.           |
| Vincenzo Nibali      | Mezőnyverseny | nem ért célba    | nem ért célba |
| Diego Rosa           | Mezőnyverseny | nem ért célba    | nem ért célba |
| Damiano Caruso       | Mezőnyverseny | 6:22:23 (+12:18) | 40.           |
| Damiano Caruso       | Időfutam      | 1:19:46,53       | 27.           |

Női
| Versenyző            | Versenyszám   | Idő              | Helyezés |
| -------------------- | ------------- | ---------------- | -------- |
| Giorgia Bronzini     | Mezőnyverseny | 4:01:33 (+10:06) | 42.      |
| Elena Cecchini       | Mezőnyverseny | 3:56:34 (+5:07)  | 20.      |
| Tatiana Guderzo      | Mezőnyverseny | 3:53:46 (+2:19)  | 14.      |
| Elisa Longo Borghini | Mezőnyverseny | 3:51:27 (+0:00)  |          |
| Elisa Longo Borghini | Időfutam      | 44:51,94         | 5.       |

### Pálya-kerékpározás
Üldözőversenyek
| Versenyző                                                                               | Versenyszám  | Selejtező | Selejtező | Elődöntő                                                                     | Elődöntő  | Elődöntő | Döntő | Döntő     | Döntő    |
| Versenyző                                                                               | Versenyszám  | Idő       | Hely.     | Ellenfél Idő                                                                 | Saját idő | Hely.    | Ellenfél Idő | Saját idő | Helyezés |
| --------------------------------------------------------------------------------------- | ------------ | --------- | --------- | ---------------------------------------------------------------------------- | --------- | -------- | --- | --------- | -------- |
| Liam Bertazzo Simone Consonni Filippo Ganna Francesco Lamon Michele Scartezzini         | Férfi csapat | 3:59,708  | 5.        | Kína (CHN) · Qin Chenlu · Liu Hao · Fan Yang · Shen Pingan · 4:04,240        | 3:55,724  | 5.       | 5. helyért · Németország (GER) · Theo Reinhardt · Nils Schomber · Kersten Thiele · Domenic Weinstein · 3:59,485 | 4:02,360  | 6.       |
| Beatrice Bartelloni Simona Frapporti Tatiana Guderzo Francesca Pattaro Silvia Valsecchi | Női csapat   | 4:25,543  | 7.        | Kína (CHN) · Zhao Baofang · Huang Dongyan · Jing Yali · Ma Menglu · 4:23,678 | 4:22,964  | 6.       | 5. helyért · Ausztrália (AUS) · Ashlee Ankudinoff · Georgia Baker · Amy Cure · Annette Edmondson · 4:21,232     | 4:28,368  | 6.       |

Omnium
| Versenyző    | Versenyszám | 15 km-es scratch | 15 km-es scratch | 4 km-es egyéni üldözőverseny | 4 km-es egyéni üldözőverseny | 4 km-es egyéni üldözőverseny | Kieséses verseny | Kieséses verseny | 1000 m-es időfutam | 1000 m-es időfutam | 1000 m-es időfutam | 250 méter repülő rajt | 250 méter repülő rajt | 250 méter repülő rajt | 30 km-es pontverseny | 30 km-es pontverseny | Összesítés | Összesítés |
| Versenyző    | Versenyszám | Pont             | Hely.            | Idő                          | Pont                         | Hely.                        | Pont             | Hely.            | Idő                | Pont               | Hely.              | Idő                   | Pont                  | Hely.                 | Pont                 | Hely.                | Pont       | Helyezés   |
| ------------ | ----------- | ---------------- | ---------------- | ---------------------------- | ---------------------------- | ---------------------------- | ---------------- | ---------------- | ------------------ | ------------------ | ------------------ | --------------------- | --------------------- | --------------------- | -------------------- | -------------------- | ---------- | ---------- |
| Elia Viviani | Férfi       | 28               | 7.               | 4:17,453                     | 36                           | 3.                           | 40               | 1.               | 1:02,338           | 36                 | 3.                 | 12,660                | 38                    | 2.                    | 29                   | 5.                   | 207        |            |

## Lovaglás
Díjlovaglás
| Versenyző        | Ló      | Versenyszám | 1. kör | 1. kör | 2. kör  | 2. kör  | Döntő   | Döntő   | Végeredmény | Végeredmény |
| Versenyző        | Ló      | Versenyszám | Pont   | Hely.  | Pont    | Hely.   | Pont    | Hely.   | Pont        | Helyezés    |
| ---------------- | ------- | ----------- | ------ | ------ | ------- | ------- | ------- | ------- | ----------- | ----------- |
| Valentina Truppa | Chablis | Egyéni      | 65,971 | 52.    | kiesett | kiesett | kiesett | kiesett | kiesett     | kiesett     |

Díjugratás
| Versenyző         | Ló         | Versenyszám | Selejtező | Selejtező | Selejtező | Selejtező | Selejtező | Selejtező | Selejtező | Selejtező | Döntő   | Döntő   | Döntő   | Végeredmény | Végeredmény |
| Versenyző         | Ló         | Versenyszám | 1. kör    | 1. kör    | 2. kör    | 2. kör    | 2. kör    | 3. kör    | 3. kör    | 3. kör    | 1. kör  | 1. kör  | 2. kör  | Végeredmény | Végeredmény |
| Versenyző         | Ló         | Versenyszám | Bünt.     | Hely.     | Bünt.     | Össz.     | Hely.     | Bünt.     | Össz.     | Hely.     | Bünt.   | Hely.   | Bünt.   | Bünt.       | Helyezés    |
| ----------------- | ---------- | ----------- | --------- | --------- | --------- | --------- | --------- | --------- | --------- | --------- | ------- | ------- | ------- | ----------- | ----------- |
| Emanuele Gaudiano | Caspar 232 | Egyéni      | 27        | 67.       | kiesett   | kiesett   | kiesett   | kiesett   | kiesett   | kiesett   | kiesett | kiesett | kiesett | kiesett     | kiesett     |

Lovastusa
| Versenyző                                                  | Ló                                                                        | Versenyszám | Díjlovaglás | Díjlovaglás | Tereplovaglás | Tereplovaglás | Tereplovaglás | Díjugratás | Díjugratás  | Díjugratás | Díjugratás | Végeredmény | Végeredmény |
| Versenyző                                                  | Ló                                                                        | Versenyszám | Díjlovaglás | Díjlovaglás | Tereplovaglás | Tereplovaglás | Tereplovaglás | Selejtező  | Selejtező   | Selejtező  | Döntő      | Végeredmény | Végeredmény |
| Versenyző                                                  | Ló                                                                        | Versenyszám | Bünt.       | Hely.       | Bünt.         | Bünt. össz.   | Hely.         | Bünt.      | Bünt. össz. | Hely.      | Bünt.      | Bünt.       | Helyezés    |
| ---------------------------------------------------------- | ------------------------------------------------------------------------- | ----------- | ----------- | ----------- | ------------- | ------------- | ------------- | ---------- | ----------- | ---------- | ---------- | ----------- | ----------- |
| Stefano Brecciaroli                                        | Apollo vd Wendy Kurt Hoeve                                                | Egyéni      | 41,9        | 10.         | nem ért célba | nem ért célba | nem ért célba | kiesett    | kiesett     | kiesett    | kiesett    | kiesett     | kiesett     |
| Luca Roman                                                 | Castlewoods Jake                                                          | Egyéni      | 50,8        | 46.         | 71,6          | 122,4         | 40.           | 16,0       | 138,4       | 40.        | kiesett    | 138,4       | 40.         |
| Pietro Roman                                               | Barraduff                                                                 | Egyéni      | 48,2        | 38.         | 20,0          | 68,2          | 23.           | 14,0       | 82,2        | 24.        | 4,0        | 86,2        | 23.         |
| Arianna Schivo                                             | Quefira de l'Ormeau                                                       | Egyéni      | 55,0        | 54.         | 50,4          | 105,4         | 36.           | 4,0        | 109,4       | 34.        | kiesett    | 109,4       | 34.         |
| Stefano Brecciaroli Luca Roman Pietro Roman Arianna Schivo | Apollo vd Wendy Kurt Hoeve Castlewoods Jake Barraduff Quefira de l'Ormeau | Csapat      | 140,9       | 8.          | 142,0         | 296,0         | 10.           |            |             |            | 34,0       | 330,0       | 9.          |

## Műugrás
Férfi
| Versenyző                        | Versenyszám        | Selejtező | Selejtező | Elődöntő | Elődöntő | Döntő   | Döntő    |
| Versenyző                        | Versenyszám        | Pont      | Helyezés  | Pont     | Helyezés | Pont    | Helyezés |
| -------------------------------- | ------------------ | --------- | --------- | -------- | -------- | ------- | -------- |
| Michele Benedetti                | Egyéni műugrás     | 390,85    | 17.       | 387,30   | 13.      | kiesett | kiesett  |
| Andrea Chiarabini                | Egyéni műugrás     | 350,40    | 28.       | kiesett  | kiesett  | kiesett | kiesett  |
| Maicol Verzotto                  | Egyéni toronyugrás | 313,10    | 27.       | kiesett  | kiesett  | kiesett | kiesett  |
| Andrea Chiarabini Giovanni Tocci | Szinkron műugrás   |           |           |          |          | 395,19  | 6.       |

Női
| Versenyző                        | Versenyszám        | Selejtező | Selejtező | Elődöntő | Elődöntő | Döntő   | Döntő    |
| Versenyző                        | Versenyszám        | Pont      | Helyezés  | Pont     | Helyezés | Pont    | Helyezés |
| -------------------------------- | ------------------ | --------- | --------- | -------- | -------- | ------- | -------- |
| Tania Cagnotto                   | Egyéni műugrás     | 347,30    | 4.        | 324,40   | 7.       | 372,80  |          |
| Maria Marconi                    | Egyéni műugrás     | 292,95    | 19.       | kiesett  | kiesett  | kiesett | kiesett  |
| Bátki Noémi                      | Egyéni toronyugrás | 256,90    | 26.       | kiesett  | kiesett  | kiesett | kiesett  |
| Tania Cagnotto Francesca Dallapè | Szinkron műugrás   |           |           |          |          | 313,83  |          |

## Ökölvívás
Férfi
| Versenyző             | Versenyszám     | Selejtező                      | Nyolcaddöntő                         | Negyeddöntő                     | Elődöntő          | Döntő             | Helyezés |
| Versenyző             | Versenyszám     | Ellenfél Eredmény              | Ellenfél Eredmény                    | Ellenfél Eredmény               | Ellenfél Eredmény | Ellenfél Eredmény | Helyezés |
| --------------------- | --------------- | ------------------------------ | ------------------------------------ | ------------------------------- | ----------------- | ----------------- | -------- |
| Manuel Cappai         | Papírsúly       | Nico Hernández (USA) · 0-3     | kiesett                              | kiesett                         | kiesett           | kiesett           | 17.      |
| Carmine Tommasone     | Könnyűsúly      | Lindolfo Delgado (MEX) · 3-0   | Lázaro Álvarez (CUB) · 0-3           | kiesett                         | kiesett           | kiesett           | 9.       |
| Vincenzo Mangiacapre  | Váltósúly       | Juan Pablo Romero (MEX) · 2-1  | Gabriel Maestre (VEN) · visszalépett | kiesett                         | kiesett           | kiesett           | 9.       |
| Valentino Manfredonia | Félnehézsúly    | Mihail Davhaljavec (BLR) · 1-2 | kiesett                              | kiesett                         | kiesett           | kiesett           | 17.      |
| Clemente Russo        | Nehézsúly       | erőnyerő                       | Hassen Chaktami (TUN) · 3-0          | Jevgenyij Tiscsenko (RUS) · 0-3 | kiesett           | kiesett           | 5.       |
| Guido Vianello        | Szupernehézsúly | erőnyerő                       | Leinier Peró (CUB) · 0-3             | kiesett                         | kiesett           | kiesett           | 9.       |

Női
| Versenyző  | Versenyszám | Selejtező                 | Negyeddöntő                 | Elődöntő          | Döntő             | Helyezés |
| Versenyző  | Versenyszám | Ellenfél Eredmény         | Ellenfél Eredmény           | Ellenfél Eredmény | Ellenfél Eredmény | Helyezés |
| ---------- | ----------- | ------------------------- | --------------------------- | ----------------- | ----------------- | -------- |
| Irma Testa | Könnyűsúly  | Shelley Watts (AUS) · 2-1 | Estelle Mossely (FRA) · 0-3 | kiesett           | kiesett           | 5.       |

## Öttusa
| Versenyző          | Versenyszám | Vívás (V) | Vívás (V) | Úszás   | Úszás | Úszás | Bónusz vívás (B) | Bónusz vívás (B) | Bónusz vívás (B) | Lovaglás | Lovaglás | Lovaglás | Lovaglás | Futás/Lövészet | Futás/Lövészet | Futás/Lövészet | Futás/Lövészet | Összesen    | Összesen |
| Versenyző          | Versenyszám | Eredmény  | Pont      | Idő     | Pont  | Hely. | Eredmény         | Pont             | V+B Hely.        | Idő      | Hibapont | Pont     | Hely.    | Lövőhiba       | Idő            | Pont           | Hely.          | Összes pont | Helyezés |
| ------------------ | ----------- | --------- | --------- | ------- | ----- | ----- | ---------------- | ---------------- | ---------------- | -------- | -------- | -------- | -------- | -------------- | -------------- | -------------- | -------------- | ----------- | -------- |
| Riccardo De Luca   | Férfi       | 20–15     | 220       | 2:09,36 | 312   | 34.   | 2–1              | 2                | 9.               | 71,56    | 0        | 300      | 6.       | 6              | 11:07,23       | 633            | 6.             | 1467        | 5.       |
| Pier Paolo Petroni | Férfi       | 13–22     | 178       | 2:05,51 | 324   | 21.   | 1–1              | 1                | 31.              | 75,94    | 7        | 293      | 7.       | 5              | 11:39,60       | 601            | 23.            | 1397        | 24.      |
| Claudia Cesarini   | Női         | 17–18     | 202       | 2:20,85 | 278   | 26.   | 3–1              | 3                | 14.              | 87,95    | 39       | 261      | 26.      | 6              | 13:04,34       | 516            | 20.            | 1260        | 23.      |
| Alice Sotero       | Női         | 20–15     | 220       | 2:12,63 | 303   | 8.    | 1–1              | 1                | 8.               | 72,91    | 21       | 279      | 22.      | 7              | 13:00,47       | 520            | 17.            | 1323        | 7.       |

## Röplabda

### Férfi
| Olasz férfi röplabdacsapat-játékoskeret                                                                   | Olasz férfi röplabdacsapat-játékoskeret                                                             |
| --- | --------------------------------------------------------------------------------------------------- |
| - Oleg Antonov - Emanuele Birarelli - Simone Buti - Massimo Colaci - Simone Giannelli - Osmany Juantorena | - Filippo Lanza - Matteo Piano - Salvatore Rossini - Pasquale Sottile - Luca Vettori - Ivan Zaytsev |

#### Eredmények
Csoportkör
A csoport
|       |                        | Mérkőzések | Mérkőzések | Mérkőzések | Mérkőzések | Szettek | Szettek | Szettek | Pontok | Pontok | Pontok |
| Hely. | Csapat                 | M          | Gy         | V          | Pont       | Sz+     | Sz–     | SzA     | P+     | P–     | PA     |
| ----- | ---------------------- | ---------- | ---------- | ---------- | ---------- | ------- | ------- | ------- | ------ | ------ | ------ |
| 1.    | Olaszország (ITA)      | 5          | 4          | 1          | 12         | 13      | 5       | 2,600   | 432    | 375    | 1,152  |
| 2.    | Kanada (CAN)           | 5          | 3          | 2          | 9          | 10      | 7       | 1,429   | 378    | 378    | 1,000  |
| 3.    | Egyesült Államok (USA) | 5          | 3          | 2          | 9          | 10      | 8       | 1,250   | 419    | 405    | 1,035  |
| 4.    | Brazília (BRA)         | 5          | 3          | 2          | 9          | 11      | 9       | 1,222   | 467    | 442    | 1,057  |
| 5.    | Franciaország (FRA)    | 5          | 2          | 3          | 6          | 8       | 9       | 0,889   | 386    | 367    | 1,052  |
| 6.    | Mexikó (MEX)           | 5          | 0          | 5          | 0          | 1       | 15      | 0,067   | 283    | 398    | 0,711  |

| 2016. augusztus 7. 9:30 (14:30) | Olaszország (ITA)                 | 3–0 | Franciaország (FRA) | Ginásio do Maracanãzinho, Rio de Janeiro Nézőszám: 4456 Játékvezető: Hernán Casamiquela (ARG), Denny Cespedes (DOM) |
| 2016. augusztus 7. 9:30 (14:30) | (25–20, 25–20, 25–15) Jegyzőkönyv |     |                     | Ginásio do Maracanãzinho, Rio de Janeiro Nézőszám: 4456 Játékvezető: Hernán Casamiquela (ARG), Denny Cespedes (DOM) |

| 2016. augusztus 9. 15:00 (20:00) | Olaszország (ITA)                        | 3–1 | Egyesült Államok (USA) | Ginásio do Maracanãzinho, Rio de Janeiro Nézőszám: 6494 Játékvezető: Vladimir Simonović (SRB), Andrey Zenovich (RUS) |
| 2016. augusztus 9. 15:00 (20:00) | (28–26, 20–25, 25–23, 25–23) Jegyzőkönyv |     |                        | Ginásio do Maracanãzinho, Rio de Janeiro Nézőszám: 6494 Játékvezető: Vladimir Simonović (SRB), Andrey Zenovich (RUS) |

| 2016. augusztus 11. 20:30 (1:30) | Olaszország (ITA)                 | 3–0 | Mexikó (MEX) | Ginásio do Maracanãzinho, Rio de Janeiro Nézőszám: 5472 Játékvezető: Arturo Di Giacomo (BEL), Piotr Dudek (POL) |
| 2016. augusztus 11. 20:30 (1:30) | (25–17, 25–13, 25–17) Jegyzőkönyv |     |              | Ginásio do Maracanãzinho, Rio de Janeiro Nézőszám: 5472 Játékvezető: Arturo Di Giacomo (BEL), Piotr Dudek (POL) |

| 2016. augusztus 13. 22:35 (3:35) | Brazília (BRA)                           | 1–3 | Olaszország (ITA) | Ginásio do Maracanãzinho, Rio de Janeiro Nézőszám: 8892 Játékvezető: Piotr Dudek (POL), Nasr Shaaban (EGY) |
| 2016. augusztus 13. 22:35 (3:35) | (25–23, 23–25, 22–25, 15–25) Jegyzőkönyv |     |                   | Ginásio do Maracanãzinho, Rio de Janeiro Nézőszám: 8892 Játékvezető: Piotr Dudek (POL), Nasr Shaaban (EGY) |

| 2016. augusztus 15. 20:30 (1:30) | Olaszország (ITA)                        | 1–3 | Kanada (CAN) | Ginásio do Maracanãzinho, Rio de Janeiro Nézőszám: 7109 Játékvezető: Andrey Zenovich (RUS), Hernán Casamiquela (ARG) |
| 2016. augusztus 15. 20:30 (1:30) | (23–25, 17–25, 25–16, 21–25) Jegyzőkönyv |     |              | Ginásio do Maracanãzinho, Rio de Janeiro Nézőszám: 7109 Játékvezető: Andrey Zenovich (RUS), Hernán Casamiquela (ARG) |

Negyeddöntő
| 2016. augusztus 17. 18:00 (23:00) | Olaszország (ITA)                 | 3–0 | Irán (IRI) | Ginásio do Maracanãzinho, Rio de Janeiro Nézőszám: 7213 Játékvezető: Denny Cespedes (DOM), Juraj Mokrý (SVK) |
| 2016. augusztus 17. 18:00 (23:00) | (31–29, 25–19, 25–17) Jegyzőkönyv |     |            | Ginásio do Maracanãzinho, Rio de Janeiro Nézőszám: 7213 Játékvezető: Denny Cespedes (DOM), Juraj Mokrý (SVK) |

Elődöntő
| 2016. augusztus 19. 13:00 (18:00) | Olaszország (ITA)                             | 3–2 | Egyesült Államok (USA) | Ginásio do Maracanãzinho, Rio de Janeiro Nézőszám: 8153 Játékvezető: Arturo Di Giacomo (BEL), Hernán Casamiquela (ARG) |
| 2016. augusztus 19. 13:00 (18:00) | (30–28, 26–28, 9–25, 25–22, 15–9) Jegyzőkönyv |     |                        | Ginásio do Maracanãzinho, Rio de Janeiro Nézőszám: 8153 Játékvezető: Arturo Di Giacomo (BEL), Hernán Casamiquela (ARG) |

Döntő
| 2016. augusztus 21. 13:15 (18:15) | Olaszország (ITA)                 | 0–3 | Brazília (BRA) | Ginásio do Maracanãzinho, Rio de Janeiro Nézőszám: 9824 Játékvezető: Andrey Zenovich (RUS), Denny Cespedes (DOM) |
| 2016. augusztus 21. 13:15 (18:15) | (22–25, 26–28, 24–26) Jegyzőkönyv |     |                | Ginásio do Maracanãzinho, Rio de Janeiro Nézőszám: 9824 Játékvezető: Andrey Zenovich (RUS), Denny Cespedes (DOM) |

| Csapat            | Helyezés |
| ----------------- | -------- |
| Olaszország (ITA) |          |

### Női
| Olasz női röplabdacsapat-játékoskeret                                                                       | Olasz női röplabdacsapat-játékoskeret                                                                   |
| --- | --- |
| - Nadia Centoni - Cristina Chirichella - Anna Danesi - Monica De Gennaro - Antonella Del Core - Paola Egonu | - Alessia Gennari - Martina Guiggi - Eleonora Lo Bianco - Alessia Orro - Serena Ortolani - Miriam Sylla |

#### Eredmények
Csoportkör
A csoport
|       |                        | Mérkőzések | Mérkőzések | Mérkőzések | Mérkőzések | Szettek | Szettek | Szettek | Pontok | Pontok | Pontok |
| Hely. | Csapat                 | M          | Gy         | V          | Pont       | Sz+     | Sz–     | SzA     | P+     | P–     | PA     |
| ----- | ---------------------- | ---------- | ---------- | ---------- | ---------- | ------- | ------- | ------- | ------ | ------ | ------ |
| 1.    | Egyesült Államok (USA) | 5          | 5          | 0          | 14         | 15      | 5       | 3,000   | 470    | 400    | 1,175  |
| 2.    | Hollandia (NED)        | 5          | 4          | 1          | 11         | 14      | 7       | 2,000   | 455    | 425    | 1,071  |
| 3.    | Szerbia (SRB)          | 5          | 3          | 2          | 10         | 12      | 6       | 2,000   | 410    | 394    | 1,041  |
| 4.    | Kína (CHN)             | 5          | 2          | 3          | 7          | 9       | 9       | 1,000   | 398    | 389    | 1,023  |
| 5.    | Olaszország (ITA)      | 5          | 1          | 4          | 3          | 4       | 12      | 0,333   | 351    | 374    | 0,939  |
| 6.    | Puerto Rico (PUR)      | 5          | 0          | 5          | 0          | 0       | 15      | 0,000   | 277    | 379    | 0,731  |

| 2016. augusztus 6. 22:35 (3:35) | Szerbia (SRB)                     | 3–0 | Olaszország (ITA) | Ginásio do Maracanãzinho, Rio de Janeiro Nézőszám: 4373 Játékvezető: Piotr Dudek (POL), Arturo Di Giacomo (BEL) |
| 2016. augusztus 6. 22:35 (3:35) | (27–25, 25–20, 25–23) Jegyzőkönyv |     |                   | Ginásio do Maracanãzinho, Rio de Janeiro Nézőszám: 4373 Játékvezető: Piotr Dudek (POL), Arturo Di Giacomo (BEL) |

| 2016. augusztus 8. 9:30 (14:30) | Kína (CHN)                        | 3–0 | Olaszország (ITA) | Ginásio do Maracanãzinho, Rio de Janeiro Nézőszám: 4804 Játékvezető: Patricia Rolf (USA), Paulo Turci (BRA) |
| 2016. augusztus 8. 9:30 (14:30) | (25–21, 25–21, 25–16) Jegyzőkönyv |     |                   | Ginásio do Maracanãzinho, Rio de Janeiro Nézőszám: 4804 Játékvezető: Patricia Rolf (USA), Paulo Turci (BRA) |

| 2016. augusztus 10. 11:35 (16:35) | Olaszország (ITA)                 | 0–3 | Hollandia (NED) | Ginásio do Maracanãzinho, Rio de Janeiro Nézőszám: 5539 Játékvezető: Juraj Mokrý (SVK), Nasr Shaaban (EGY) |
| 2016. augusztus 10. 11:35 (16:35) | (21–25, 20–25, 20–25) Jegyzőkönyv |     |                 | Ginásio do Maracanãzinho, Rio de Janeiro Nézőszám: 5539 Játékvezető: Juraj Mokrý (SVK), Nasr Shaaban (EGY) |

| 2016. augusztus 12. 15:00 (20:00) | Egyesült Államok (USA)                   | 3–1 | Olaszország (ITA) | Ginásio do Maracanãzinho, Rio de Janeiro Nézőszám: 7243 Játékvezető: Rogerio Espicalsky (BRA), Denny Cespedes (DOM) |
| 2016. augusztus 12. 15:00 (20:00) | (25–22, 25–22, 23–25, 25–20) Jegyzőkönyv |     |                   | Ginásio do Maracanãzinho, Rio de Janeiro Nézőszám: 7243 Játékvezető: Rogerio Espicalsky (BRA), Denny Cespedes (DOM) |

| 2016. augusztus 14. 15:00 (20:00) | Olaszország (ITA)                 | 3–0 | Puerto Rico (PUR) | Ginásio do Maracanãzinho, Rio de Janeiro Nézőszám: 7225 Játékvezető: Kang Dzsuhi (Kang Joo-hee) (KOR), Patricia Rolf (USA) |
| 2016. augusztus 14. 15:00 (20:00) | (25–14, 25–13, 25–22) Jegyzőkönyv |     |                   | Ginásio do Maracanãzinho, Rio de Janeiro Nézőszám: 7225 Játékvezető: Kang Dzsuhi (Kang Joo-hee) (KOR), Patricia Rolf (USA) |

| Csapat            | Helyezés |
| ----------------- | -------- |
| Olaszország (ITA) | 9.       |

### Strandröplabda

#### Férfi
| Versenyző                       | Csoportkör | Csoportkör | 16 közé jutásért                                                          | Nyolcaddöntő                                                         | Negyeddöntő                                                                | Elődöntő                                                                                     | Döntő                                                                | Helyezés |
| Versenyző                       | Ellenfél Eredmény | Hely.      | Ellenfél Eredmény                                                         | Ellenfél Eredmény                                                    | Ellenfél Eredmény                                                          | Ellenfél Eredmény                                                                            | Ellenfél Eredmény                                                    | Helyezés |
| ------------------------------- | --- | ---------- | ------------------------------------------------------------------------- | -------------------------------------------------------------------- | -------------------------------------------------------------------------- | -------------------------------------------------------------------------------------------- | -------------------------------------------------------------------- | -------- |
| Adrian Carambula Alex Ranghieri | A csoport · Ausztria (AUT) · Clemens Doppler · Alexander Horst · 21–14, 21–13 · Kanada (CAN) · Josh Binstock · Sam Schachter · 21–18, 14–21, 15–11 · Brazília (BRA) · Alison Cerutti · Bruno Oscar Schmidt · 19–21, 16–21                     | 1.         |                                                                           | Olaszország (ITA) · Daniele Lupo · Paolo Nicolai · 12–21, 21–23      | kiesett                                                                    | kiesett                                                                                      | kiesett                                                              | 9.       |
| Daniele Lupo Paolo Nicolai      | C csoport · Mexikó (MEX) · Lombardo Ontiveros · Juan Virgen · 21–14, 14–21, 11–15 · Tunézia (TUN) · Choaib Belhaj Salah · Mohamed Arafet Naceur · 21–17, 21–13 · Egyesült Államok (USA) · Phil Dalhausser · Nick Lucena · 13–21, 21–17, 22–24 | 3.         | Lengyelország (POL) · Piotr Kantor · Bartosz Łosiak · 21–12, 15–21, 15–13 | Olaszország (ITA) · Adrian Carambula · Alex Ranghieri · 21–12, 23–21 | Oroszország (RUS) · Dmitrij Barszuk · Nyikita Ljamin · 21–18, 20–22, 15–11 | Oroszország (RUS) · Vjacseszlav Kraszilnyikov · Konsztantyin Szemjonov · 15–21, 21–16, 15–13 | Brazília (BRA) · Alison Cerutti · Bruno Oscar Schmidt · 19–21, 17–21 |          |

#### Női
| Versenyző                      | Csoportkör | Csoportkör | 16 közé jutásért  | Nyolcaddöntő                                                              | Negyeddöntő       | Elődöntő          | Döntő             | Helyezés |
| Versenyző                      | Ellenfél Eredmény | Hely.      | Ellenfél Eredmény | Ellenfél Eredmény                                                         | Ellenfél Eredmény | Ellenfél Eredmény | Ellenfél Eredmény | Helyezés |
| ------------------------------ | --- | ---------- | ----------------- | ------------------------------------------------------------------------- | ----------------- | ----------------- | ----------------- | -------- |
| Laura Giombini Marta Menegatti | D csoport · Kanada (CAN) · Jamie Broder · Kristina Valjas · 21–15, 18–21, 9–15 · Egyiptom (EGY) · Doaa Elghobashy · Nada Meawad · 21–10, 21–13 · Németország (GER) · Laura Ludwig · Kira Walkenhorst · 18–21, 21–18, 9–15 | 3.         |                   | Egyesült Államok (USA) · April Ross · Kerri Walsh Jennings · 10–21, 16–21 | kiesett           | kiesett           | kiesett           | 9.       |

## Sportlövészet
Férfi
| Versenyző         | Versenyszám           | Selejtező | Selejtező | Elődöntő | Elődöntő | Döntő   | Döntő    |
| Versenyző         | Versenyszám           | Pont      | Helyezés  | Pont     | Helyezés | Pont    | Helyezés |
| ----------------- | --------------------- | --------- | --------- | -------- | -------- | ------- | -------- |
| Riccardo Mazzetti | Gyorstüzelő pisztoly  | 586       | 4.        |          |          | 10      | 6.       |
| Giuseppe Giordano | Légpisztoly           | 580       | 5.        |          |          | 118,4   | 6.       |
| Giuseppe Giordano | Szabadpisztoly        | 547       | 26.       |          |          | kiesett | kiesett  |
| Niccolò Campriani | Légpuska              | 630,2     | 1.        |          |          | 206,1   |          |
| Niccolò Campriani | Sportpuska, összetett | 1174      | 8.        |          |          | 458,8   |          |
| Niccolò Campriani | Sportpuska, fekvő     | 625,3     | 6.        |          |          | 102,8   | 7.       |
| Marco De Nicolo   | Sportpuska, fekvő     | 626,0     | 5.        |          |          | 123,6   | 6.       |
| Marco De Nicolo   | Sportpuska, összetett | 1168      | 27.       |          |          | kiesett | kiesett  |
| Marco De Nicolo   | Légpuska              | 620,5     | 30.       |          |          | kiesett | kiesett  |
| Massimo Fabbrizi  | Trap                  | 118       | 6.        | 11       | 6.       | kiesett | kiesett  |
| Giovanni Pellielo | Trap                  | 122       | 1.        | 14       | 2.       | 13 (+3) |          |
| Antonino Barillà  | Dupla trap            | 125       | 16.       | kiesett  | kiesett  | kiesett | kiesett  |
| Marco Innocenti   | Dupla trap            | 136       | 5.        | 27       | 2.       | 24      |          |
| Luigi Lodde       | Skeet                 | 116       | 24.       | kiesett  | kiesett  | kiesett | kiesett  |
| Gabriele Rossetti | Skeet                 | 121       | 5.        | 16       | =1.      | 16      |          |

Női
| Versenyző       | Versenyszám           | Selejtező | Selejtező | Elődöntő | Elődöntő | Döntő   | Döntő    |
| Versenyző       | Versenyszám           | Pont      | Helyezés  | Pont     | Helyezés | Pont    | Helyezés |
| --------------- | --------------------- | --------- | --------- | -------- | -------- | ------- | -------- |
| Petra Zublasing | Légpuska              | 411,6     | 33.       |          |          | kiesett | kiesett  |
| Petra Zublasing | Sportpuska, összetett | 589       | 1.        |          |          | 437,7   | 4.       |
| Jessica Rossi   | Trap                  | 69        | 2.        | 10       | 6.       | kiesett | kiesett  |
| Diana Bacosi    | Skeet                 | 72        | 3.        | 15       | 2.       | 15      |          |
| Chiara Cainero  | Skeet                 | 70        | 4.        | 16       | 1.       | 14      |          |

## Súlyemelés
Férfi
| Versenyző        | Versenyszám | Szakítás | Szakítás | Lökés    | Lökés    | Összesen | Helyezés |
| Versenyző        | Versenyszám | Eredmény | Helyezés | Eredmény | Helyezés | Összesen | Helyezés |
| ---------------- | ----------- | -------- | -------- | -------- | -------- | -------- | -------- |
| Mirco Scarantino | 56 kg       | 115      | 10.      | 149      | 5.       | 264      | 7.       |

Női
| Versenyző         | Versenyszám | Szakítás | Szakítás | Lökés    | Lökés    | Összesen | Helyezés |
| Versenyző         | Versenyszám | Eredmény | Helyezés | Eredmény | Helyezés | Összesen | Helyezés |
| ----------------- | ----------- | -------- | -------- | -------- | -------- | -------- | -------- |
| Giorgia Bordignon | 63 kg       | 98       | 8.       | 119      | 7.       | 217      | 6.       |

## Szinkronúszás
| Versenyző | Versenyszám | Technikai gyakorlat | Technikai gyakorlat | Selejtező        | Selejtező        | Selejtező  | Selejtező  | Döntő            | Döntő            | Döntő      | Döntő      | Helyezés |
| Versenyző | Versenyszám | Technikai gyakorlat | Technikai gyakorlat | Szabad gyakorlat | Szabad gyakorlat | Összesítés | Összesítés | Szabad gyakorlat | Szabad gyakorlat | Összesítés | Összesítés | Helyezés |
| Versenyző | Versenyszám | Pont                | Hely.               | Pont             | Hely.            | Pont       | Hely.      | Pont             | Hely.            | Pont       | Hely.      | Helyezés |
| --- | ----------- | ------------------- | ------------------- | ---------------- | ---------------- | ---------- | ---------- | ---------------- | ---------------- | ---------- | ---------- | -------- |
| Linda Cerruti Costanza Ferro | Páros       | 90,4412             | 6.                  | 91,1333          | 6.               | 181,5745   | 6.         | 92,3667          | 6.               | 182,8079   | 6.         | 6.       |
| Elisa Bozzo Beatrice Callegari Camilla Cattaneo Linda Cerruti Francesca Deidda Costanza Ferro Manila Flamini Mariangela Perrupato Sara Sgarzi | Csapat      | 91,1142             | 5.                  |                  |                  |            |            | 92,2667          | 5.               | 183,3809   | 5.         | 5.       |

## Tenisz
Férfi
| Versenyző                   | Versenyszám | 64-es főtábla                                     | 32-es főtábla                                                 | Nyolcaddöntő                                                | Negyeddöntő                                              | Elődöntő          | Bronz- mérkőzés   | Döntő             | Helyezés |
| Versenyző                   | Versenyszám | Ellenfél Eredmény                                 | Ellenfél Eredmény                                             | Ellenfél Eredmény                                           | Ellenfél Eredmény                                        | Ellenfél Eredmény | Ellenfél Eredmény | Ellenfél Eredmény | Helyezés |
| --------------------------- | ----------- | ------------------------------------------------- | ------------------------------------------------------------- | ----------------------------------------------------------- | -------------------------------------------------------- | ----------------- | ----------------- | ----------------- | -------- |
| Thomas Fabbiano             | Egyes       | Rogério Dutra Silva (BRA) · 6-7(4–7), 1-6         | kiesett                                                       | kiesett                                                     | kiesett                                                  | kiesett           | kiesett           | kiesett           | 33.      |
| Fabio Fognini               | Egyes       | Victor Estrella Burgos (DOM) · 2-6, 7-6(7–4), 6-0 | Benoît Paire (FRA) · 4-6, 6-4, 7-6(7–5)                       | Andy Murray (GBR) · 1-6, 6-2, 3-6                           | kiesett                                                  | kiesett           | kiesett           | kiesett           | 9.       |
| Paolo Lorenzi               | Egyes       | Lu Jen-hszün (TPE) · 3-6, 6-3, 6-4                | Roberto Bautista Agut (ESP) · 6-7(2–7), 2-6                   | kiesett                                                     | kiesett                                                  | kiesett           | kiesett           | kiesett           | 17.      |
| Andreas Seppi               | Egyes       | Illja Marcsenko (UKR) · 6-3, 3-6, 7-6(8–6)        | Rafael Nadal (ESP) · 3-6, 3-6                                 | kiesett                                                     | kiesett                                                  | kiesett           | kiesett           | kiesett           | 17.      |
| Fabio Fognini Andreas Seppi | Páros       |                                                   | Ukrajna (UKR) · Illja Marcsenko · Denisz Molcsanov · 6-4, 6-3 | Brazília (BRA) · Thomaz Bellucci · André Sá · 5-7, 7-5, 6-3 | Kanada (CAN) · Daniel Nestor · Vasek Pospisil · 3-6, 1-6 | kiesett           | kiesett           | kiesett           | 5.       |

Női
| Versenyző                 | Versenyszám | 64-es főtábla                              | 32-es főtábla                                                     | Nyolcaddöntő                                                                     | Negyeddöntő                                                          | Elődöntő          | Bronz- mérkőzés   | Döntő             | Helyezés |
| Versenyző                 | Versenyszám | Ellenfél Eredmény                          | Ellenfél Eredmény                                                 | Ellenfél Eredmény                                                                | Ellenfél Eredmény                                                    | Ellenfél Eredmény | Ellenfél Eredmény | Ellenfél Eredmény | Helyezés |
| ------------------------- | ----------- | ------------------------------------------ | ----------------------------------------------------------------- | -------------------------------------------------------------------------------- | -------------------------------------------------------------------- | ----------------- | ----------------- | ----------------- | -------- |
| Sara Errani               | Egyes       | Kiki Bertens (NED) · 4-6, 6-4, 6-3         | Barbora Strýcová (CZE) · 6-2, 6-2                                 | Darja Kaszatkina (RUS) · 5-7, 2-6                                                | kiesett                                                              | kiesett           | kiesett           | kiesett           | 9.       |
| Karin Knapp               | Egyes       | Lucie Šafářová (CZE) · 6-4, 1-6, 1-6       | kiesett                                                           | kiesett                                                                          | kiesett                                                              | kiesett           | kiesett           | kiesett           | 33.      |
| Roberta Vinci             | Egyes       | Anna Karolína Schmiedlová (SVK) · 5-7, 4-6 | kiesett                                                           | kiesett                                                                          | kiesett                                                              | kiesett           | kiesett           | kiesett           | 33.      |
| Sara Errani Roberta Vinci | Páros       |                                            | Németország (GER) · Angelique Kerber · Andrea Petković · 6-2, 6-2 | Kína (CHN) · Cseng Szaj-szaj (Zheng Saisai) · Hszü Ji-fan (Xu Ji-fan) · 6-2, 6-3 | Csehország (CZE) · Lucie Šafářová · Barbora Strýcová · 6-4, 4-6, 4-6 | kiesett           | kiesett           | kiesett           | 5.       |

Vegyes
| Versenyző                   | Versenyszám | Nyolcaddöntő                                                                           | Negyeddöntő                                                     | Elődöntő          | Bronz- mérkőzés   | Döntő             | Helyezés |
| Versenyző                   | Versenyszám | Ellenfél Eredmény                                                                      | Ellenfél Eredmény                                               | Ellenfél Eredmény | Ellenfél Eredmény | Ellenfél Eredmény | Helyezés |
| --------------------------- | ----------- | -------------------------------------------------------------------------------------- | --------------------------------------------------------------- | ----------------- | ----------------- | ----------------- | -------- |
| Fabio Fognini Roberta Vinci | Páros       | Franciaország (FRA) · Pierre-Hugues Herbert · Kristina Mladenovic · 6-4, 3-6, [10]–[8] | Egyesült Államok (USA) · Rajeev Ram · Venus Williams · 3-6, 5-7 | kiesett           | kiesett           | kiesett           | 5.       |

## Tollaslabda
| Versenyző         | Versenyszám | Csoportkör                                                                                 | Csoportkör | Nyolcaddöntő      | Negyeddöntő       | Elődöntő          | Bronz- mérkőzés   | Döntő             | Helyezés |
| Versenyző         | Versenyszám | Ellenfél Eredmény                                                                          | Hely.      | Ellenfél Eredmény | Ellenfél Eredmény | Ellenfél Eredmény | Ellenfél Eredmény | Ellenfél Eredmény | Helyezés |
| ----------------- | ----------- | ------------------------------------------------------------------------------------------ | ---------- | ----------------- | ----------------- | ----------------- | ----------------- | ----------------- | -------- |
| Jeanine Cicognini | Női egyes   | I csoport · Pe Jondzsu (Bae Yeon-ju) (KOR) · 11–21, 8–21 · Özge Bayrak (TUR) · 14–21, 9–21 | 3.         | kiesett           | kiesett           | kiesett           | kiesett           | kiesett           | 28.      |

## Torna
Férfi
| Versenyző       | Versenyszám      | Selejtező | Selejtező | Döntő    | Döntő    |
| Versenyző       | Versenyszám      | Pontszám  | Helyezés  | Pontszám | Helyezés |
| --------------- | ---------------- | --------- | --------- | -------- | -------- |
| Ludovico Edalli | Talaj            | 12,433    | 69.       | kiesett  | kiesett  |
| Ludovico Edalli | Korlát           | 14,400    | 46.       | kiesett  | kiesett  |
| Ludovico Edalli | Nyújtó           | 14,033    | 46.       | kiesett  | kiesett  |
| Ludovico Edalli | Gyűrű            | 13,666    | 57.       | kiesett  | kiesett  |
| Ludovico Edalli | Lólengés         | 13,333    | 58.       | kiesett  | kiesett  |
| Ludovico Edalli | Egyéni összetett | 81,798    | 44.       | kiesett  | kiesett  |

Női
| Versenyző                                                                      | Versenyszám      | Selejtező | Selejtező | Döntő    | Döntő    |
| Versenyző                                                                      | Versenyszám      | Pontszám  | Helyezés  | Pontszám | Helyezés |
| ------------------------------------------------------------------------------ | ---------------- | --------- | --------- | -------- | -------- |
| Erika Fasana                                                                   | Talaj            | 14,333    | 10.       | 14,533   | 6.       |
| Erika Fasana                                                                   | Felemás korlát   | 14,200    | 37.       | kiesett  | kiesett  |
| Erika Fasana                                                                   | Gerenda          | 12,933    | 63.       | kiesett  | kiesett  |
| Carlotta Ferlito                                                               | Talaj            | 14,033    | 18.       | kiesett  | kiesett  |
| Carlotta Ferlito                                                               | Felemás korlát   | 14,033    | 42.       | kiesett  | kiesett  |
| Carlotta Ferlito                                                               | Gerenda          | 13,233    | 56.       | kiesett  | kiesett  |
| Carlotta Ferlito                                                               | Egyéni összetett | 55,599    | 27.       | 56,958   | 12.      |
| Vanessa Ferrari                                                                | Talaj            | 14,866    | 3.        | 14,766   | 4.       |
| Vanessa Ferrari                                                                | Felemás korlát   | 13,866    | 47.       | kiesett  | kiesett  |
| Vanessa Ferrari                                                                | Gerenda          | 12,000    | 75.       | kiesett  | kiesett  |
| Vanessa Ferrari                                                                | Egyéni összetett | 55,265    | 29.       | 56,541   | 16.      |
| Elisa Meneghini                                                                | Talaj            | 14,233    | 13.       | kiesett  | kiesett  |
| Elisa Meneghini                                                                | Gerenda          | 14,166    | 23.*      | kiesett  | kiesett  |
| Martina Rizzelli                                                               | Felemás korlát   | 14,033    | 43.       | kiesett  | kiesett  |
| Erika Fasana Carlotta Ferlito Vanessa Ferrari Elisa Meneghini Martina Rizzelli | Csapat összetett | 169,396   | 10.       | kiesett  | kiesett  |

* - egy másik versenyzővel azonos eredményt ért el

### Ritmikus gimnasztika
| Versenyző          | Versenyszám | Selejtező | Selejtező | Selejtező | Selejtező | Selejtező | Selejtező | Selejtező | Selejtező | Selejtező | Selejtező | Döntő   | Döntő   | Döntő   | Döntő   | Döntő    | Döntő    | Döntő   | Döntő   | Döntő    | Döntő    | Helyezés |
| Versenyző          | Versenyszám | Karika    | Karika    | Labda     | Labda     | Buzogány  | Buzogány  | Szalag    | Szalag    | Összesen  | Összesen  | Karika  | Karika  | Labda   | Labda   | Buzogány | Buzogány | Szalag  | Szalag  | Összesen | Összesen | Helyezés |
| Versenyző          | Versenyszám | Pont      | Hely.     | Pont      | Hely.     | Pont      | Hely.     | Pont      | Hely.     | Pont      | Hely.     | Pont    | Hely.   | Pont    | Hely.   | Pont     | Hely.    | Pont    | Hely.   | Pont     | Hely.    | Helyezés |
| ------------------ | ----------- | --------- | --------- | --------- | --------- | --------- | --------- | --------- | --------- | --------- | --------- | ------- | ------- | ------- | ------- | -------- | -------- | ------- | ------- | -------- | -------- | -------- |
| Veronica Bertolini | Egyéni      | 17,516    | 10.       | 16,550    | 23.       | 17,541    | 9.        | 16,400    | 22.       | 68,007    | 19.       | kiesett | kiesett | kiesett | kiesett | kiesett  | kiesett  | kiesett | kiesett | kiesett  | kiesett  | 19.      |

| Versenyző                                                                      | Versenyszám | Selejtező | Selejtező | Selejtező              | Selejtező              | Selejtező | Selejtező | Döntő    | Döntő    | Döntő                  | Döntő                  | Döntő    | Döntő    | Helyezés |
| Versenyző                                                                      | Versenyszám | 5 szalag  | 5 szalag  | 3 buzogány és 2 karika | 3 buzogány és 2 karika | Összesen  | Összesen  | 5 szalag | 5 szalag | 3 buzogány és 2 karika | 3 buzogány és 2 karika | Összesen | Összesen | Helyezés |
| Versenyző                                                                      | Versenyszám | Pont      | Hely.     | Pont                   | Hely.                  | Pont      | Hely.     | Pont     | Hely.    | Pont                   | Hely.                  | Pont     | Hely.    | Helyezés |
| ------------------------------------------------------------------------------ | ----------- | --------- | --------- | ---------------------- | ---------------------- | --------- | --------- | -------- | -------- | ---------------------- | ---------------------- | -------- | -------- | -------- |
| Martina Centofanti Sofia Lodi Alessia Maurelli Marta Pagnini Camilla Patriarca | Csapat      | 17,516    | 5.        | 17,833                 | 3.                     | 35,349    | 4.        | 17,516   | 4.       | 18,033                 | 3.                     | 35,549   | 4.       | 4.       |

## Triatlon
| Versenyző          | Versenyszám | 1,5 km úszás | Depózás 1 | 40 km kerékpározás | Depózás 2 | 10 km futás | Összesítés | Összesítés |
| Versenyző          | Versenyszám | Idő          | Idő       | Idő                | Idő       | Idő         | Idő        | Helyezés   |
| ------------------ | ----------- | ------------ | --------- | ------------------ | --------- | ----------- | ---------- | ---------- |
| Alessandro Fabian  | Férfi       | 17:22        | 0:49      | 55:07              | 0:40      | 33:37       | 1:47:35    | 14.        |
| Davide Uccellari   | Férfi       | 17:32        | 0:51      | 56:57              | 0:37      | 35:09       | 1:51:06    | 34.        |
| Charlotte Bonin    | Női         | 19:07        | 0:55      | 1:01:29            | 0:43      | 38:34       | 2:00:48    | 17.        |
| Annamaria Mazzetti | Női         | 19:42        | 0:52      | 1:04:08            | 0:37      | 36:34       | 2:01:53    | 29.        |

## Úszás
Férfi
| Versenyző                                                    | Versenyszám      | Előfutam | Előfutam | Előfutam | Elődöntő | Elődöntő | Elődöntő | Döntő     | Döntő    |
| Versenyző                                                    | Versenyszám      | Idő      | Hely.    | Össz.    | Idő      | Hely.    | Össz.    | Idő       | Helyezés |
| ------------------------------------------------------------ | ---------------- | -------- | -------- | -------- | -------- | -------- | -------- | --------- | -------- |
| Federico Bocchia                                             | 50 m gyors       | 22,54    | 8.       | 37.      | kiesett  | kiesett  | kiesett  | kiesett   | kiesett  |
| Luca Dotto                                                   | 50 m gyors       | 21,87    | 3.       | 9.       | 21,84    | 6.       | 9.       | kiesett   | kiesett  |
| Luca Dotto                                                   | 100 m gyors      | 48,47    | 4.       | 10.      | 48,49    | 7.       | 13.      | kiesett   | kiesett  |
| Filippo Magnini                                              | 100 m gyors      | 49,40    | 6.       | 37.      | kiesett  | kiesett  | kiesett  | kiesett   | kiesett  |
| Marco Belotti                                                | 200 m gyors      | 1:48,71  | 3.       | 33.      | kiesett  | kiesett  | kiesett  | kiesett   | kiesett  |
| Andrea D'Arrigo                                              | 200 m gyors      | 1:47,46  | 4.       | 23.      | kiesett  | kiesett  | kiesett  | kiesett   | kiesett  |
| Gabriele Detti                                               | 400 m gyors      | 3:43,95  | 3.       | 3.       |          |          |          | 3:43,49   |          |
| Gabriele Detti                                               | 1500 m gyors     | 14:48,68 | 3.       | 5.       |          |          |          | 14:40,86  |          |
| Gregorio Paltrinieri                                         | 1500 m gyors     | 14:44,51 | 1.       | 1.       |          |          |          | 14:34,57  |          |
| Simone Sabbioni                                              | 100 m hát        | 54,91    | 8.       | 28.      | kiesett  | kiesett  | kiesett  | kiesett   | kiesett  |
| Andrea Toniato                                               | 100 m mell       | 1:00,45  | 7.       | 22.      | kiesett  | kiesett  | kiesett  | kiesett   | kiesett  |
| Luca Pizzini                                                 | 200 m mell       | 2:11,26  | 5.       | 16.      | 2:11,53  | 7.       | 14.      | kiesett   | kiesett  |
| Piero Codia                                                  | 100 m pillangó   | 51,72    | 2.       | 6.       | 51,82    | 4.       | 11.      | kiesett   | kiesett  |
| Matteo Rivolta                                               | 100 m pillangó   | 52,67    | 6.       | 25.      | kiesett  | kiesett  | kiesett  | kiesett   | kiesett  |
| Luca Marin                                                   | 400 m vegyes     | 4:17,88  | 5.       | 16.      |          |          |          | kiesett   | kiesett  |
| Federico Turrini                                             | 400 m vegyes     | 4:18,39  | 6.       | 20.      |          |          |          | kiesett   | kiesett  |
| Luca Dotto Marco Orsi Michele Santucci Luca Leonardi         | 4 × 100 m gyors  | 3:14,22  | 4.       | 9.       |          |          |          | kiesett   | kiesett  |
| Andrea D'Arrigo Alex Di Giorgio Marco Belotti Gabriele Detti | 4 × 200 m gyors  | 7:09,20  | 3.       | 9.       |          |          |          | kiesett   | kiesett  |
| Simone Sabbioni Andrea Toniato Piero Codia Luca Dotto        | 4 × 100 m vegyes | 3:34,85  | 5.       | 11.      |          |          |          | kiesett   | kiesett  |
| Simone Ruffini                                               | 10 km nyílt vízi |          |          |          |          |          |          | 1:53:03,5 | 6.       |
| Federico Vanelli                                             | 10 km nyílt vízi |          |          |          |          |          |          | 1:53:03,9 | 7.       |

Női
| Versenyző                                                                | Versenyszám      | Előfutam | Előfutam | Előfutam | Elődöntő | Elődöntő | Elődöntő | Döntő     | Döntő    |
| Versenyző                                                                | Versenyszám      | Idő      | Hely.    | Össz.    | Idő      | Hely.    | Össz.    | Idő       | Helyezés |
| ------------------------------------------------------------------------ | ---------------- | -------- | -------- | -------- | -------- | -------- | -------- | --------- | -------- |
| Silvia Di Pietro                                                         | 50 m gyors       | 24,89    | 7.       | 17.      | kiesett  | kiesett  | kiesett  | kiesett   | kiesett  |
| Erika Ferraioli                                                          | 50 m gyors       | 25,40    | 4.       | 34.      | kiesett  | kiesett  | kiesett  | kiesett   | kiesett  |
| Erika Ferraioli                                                          | 100 m gyors      | 55,20    | 5.       | 26.      | kiesett  | kiesett  | kiesett  | kiesett   | kiesett  |
| Federica Pellegrini                                                      | 200 m gyors      | 1:56,37  | 1.       | 5.       | 1:55,42  | 3.       | 3.       | 1:55,18   | 4.       |
| Alice Mizzau                                                             | 200 m gyors      | 1:59,16  | 6.       | 24.      | kiesett  | kiesett  | kiesett  | kiesett   | kiesett  |
| Alice Mizzau                                                             | 400 m gyors      | 4:14,20  | 7.       | 22.      |          |          |          | kiesett   | kiesett  |
| Diletta Carli                                                            | 400 m gyors      | 4:17,15  | 8.       | 27.      |          |          |          | kiesett   | kiesett  |
| Margherita Panziera                                                      | 200 m hát        | 2:10,92  | 6.       | 17.      | kiesett  | kiesett  | kiesett  | kiesett   | kiesett  |
| Martina Carraro                                                          | 100 m mell       | 1:07,56  | 7.       | 20.      | kiesett  | kiesett  | kiesett  | kiesett   | kiesett  |
| Arianna Castiglioni                                                      | 100 m mell       | 1:07,32  | 6.       | 17.      | kiesett  | kiesett  | kiesett  | kiesett   | kiesett  |
| Ilaria Bianchi                                                           | 100 m pillangó   | 58,48    | 6.       | 20.      | kiesett  | kiesett  | kiesett  | kiesett   | kiesett  |
| Stefania Pirozzi                                                         | 200 m pillangó   | 2:09,40  | 7.       | 17.      | kiesett  | kiesett  | kiesett  | kiesett   | kiesett  |
| Alessia Polieri                                                          | 200 m pillangó   | 2:08,95  | 5.       | 15.      | 2:09,35  | 8.       | 14.      | kiesett   | kiesett  |
| Sara Franceschi                                                          | 200 m vegyes     | 2:15,61  | 8.       | 28.      | kiesett  | kiesett  | kiesett  | kiesett   | kiesett  |
| Sara Franceschi                                                          | 400 m vegyes     | 4:48,48  | 4.       | 30.      |          |          |          | kiesett   | kiesett  |
| Luisa Trombetti                                                          | 400 m vegyes     | 4:45,52  | 8.       | 26.      |          |          |          | kiesett   | kiesett  |
| Luisa Trombetti                                                          | 200 m vegyes     | 2:14,66  | 4.       | 22.      | kiesett  | kiesett  | kiesett  | kiesett   | kiesett  |
| Erika Ferraioli Silvia Di Pietro Aglaia Pezzato Federica Pellegrini      | 4 × 100 m gyors  | 3:35,90  | 1.       | 4.       |          |          |          | 3:36,78   | 6.       |
| Alice Mizzau Martina De Memme Chiara Masini Luccetti Federica Pellegrini | 4 × 200 m gyors  | 7:57,74  | 6.       | 13.      |          |          |          | kiesett   | kiesett  |
| Carlotta Zofkova Arianna Castiglioni Ilaria Bianchi Federica Pellegrini  | 4 × 100 m vegyes | 3:59,09  | 4.       | 7.       |          |          |          | 3:59,50   | 8.       |
| Rachele Bruni                                                            | 10 km nyílt vízi |          |          |          |          |          |          | 1:56:49,5 |          |

## Vitorlázás
Férfi
| Versenyző                     | Versenyszám     | Futam | Futam | Futam | Futam | Futam | Futam | Futam | Futam | Futam | Futam | Futam | Futam | Futam   | Pontszám | Helyezés |
| Versenyző                     | Versenyszám     | 1     | 2     | 3     | 4     | 5     | 6     | 7     | 8     | 9     | 10    | 11    | 12    | É       | Pontszám | Helyezés |
| ----------------------------- | --------------- | ----- | ----- | ----- | ----- | ----- | ----- | ----- | ----- | ----- | ----- | ----- | ----- | ------- | -------- | -------- |
| Mattia Camboni                | Szörfvitorlázás | 11    | 13    | 4     | (37)  | 37    | 9     | 10    | 21    | 3     | 3     | 5     | 1     | 20      | 137      | 10.      |
| Giorgio Poggi                 | Finn dingi      | 11    | 4     | 16    | 11    | 18    | 15    | 7     | (19)  | 11    | 18    |       |       | kiesett | 111      | 18.      |
| Francesco Marrai              | Laser           | (39)  | 11    | 18    | 5     | 22    | 11    | 5     | 1     | 13    | 23    |       |       | kiesett | 109      | 12.      |
| Ruggero Tita Pietro Zucchetti | 49er osztály    | 7     | (20)  | 19    | 11    | 15    | 8     | 9     | 9     | 6     | 7     | 10    | 19    | kiesett | 120      | 14.      |

Női
| Versenyző                       | Versenyszám     | Futam | Futam | Futam | Futam | Futam | Futam | Futam | Futam | Futam | Futam | Futam | Futam | Futam   | Pontszám | Helyezés |
| Versenyző                       | Versenyszám     | 1     | 2     | 3     | 4     | 5     | 6     | 7     | 8     | 9     | 10    | 11    | 12    | É       | Pontszám | Helyezés |
| ------------------------------- | --------------- | ----- | ----- | ----- | ----- | ----- | ----- | ----- | ----- | ----- | ----- | ----- | ----- | ------- | -------- | -------- |
| Flavia Tartaglini               | Szörfvitorlázás | (12)  | 1     | 5     | 1     | 1     | 4     | 1     | 12    | 10    | 9     | 5     | 6     | 16      | 71       | 6.       |
| Silvia Zennaro                  | Laser radial    | 10    | 24    | 23    | 18    | 15    | 21    | 15    | 16    | (28)  | 17    |       |       | kiesett | 159      | 22.      |
| Elena Berta Alice Sinno         | 470-es osztály  | 13    | 19    | 16    | 14    | 8     | 15    | 16    | 19    | 15    | (20)  |       |       | kiesett | 135      | 19.      |
| Francesca Clapcich Giulia Conti | 49erFX osztály  | 3     | 7     | 7     | 6     | 10    | 8     | (15)  | 13    | 5     | 6     | 4     | 7     | 6       | 82       | 5.       |

Vegyes
| Versenyző                       | Versenyszám | Futam | Futam | Futam | Futam | Futam | Futam | Futam | Futam | Futam | Futam | Futam | Futam | Futam | Pontszám | Helyezés |
| Versenyző                       | Versenyszám | 1     | 2     | 3     | 4     | 5     | 6     | 7     | 8     | 9     | 10    | 11    | 12    | É     | Pontszám | Helyezés |
| ------------------------------- | ----------- | ----- | ----- | ----- | ----- | ----- | ----- | ----- | ----- | ----- | ----- | ----- | ----- | ----- | -------- | -------- |
| Vittorio Bissaro Silvia Sicouri | Nacra 17    | 10    | 12    | 3     | 3     | 3     | 7     | 6     | (13)  | 13    | 2     | 7     | 4     | 14    | 84       | 5.       |

## Vívás
Férfi
| Versenyző                                                   | Versenyszám       | Selejtező         | 32-es főtábla                                  | Nyolcaddöntő                                  | Negyeddöntő                                                                    | Elődöntő                                                                      | Bronz- mérkőzés                                                                                              | Döntő                                                                             | Helyezés |
| Versenyző                                                   | Versenyszám       | Ellenfél Eredmény | Ellenfél Eredmény                              | Ellenfél Eredmény                             | Ellenfél Eredmény                                                              | Ellenfél Eredmény                                                             | Ellenfél Eredmény                                                                                            | Ellenfél Eredmény                                                                 | Helyezés |
| ----------------------------------------------------------- | ----------------- | ----------------- | ---------------------------------------------- | --------------------------------------------- | ------------------------------------------------------------------------------ | ----------------------------------------------------------------------------- | --- | --------------------------------------------------------------------------------- | -------- |
| Giorgio Avola                                               | Tőr, egyéni       | erőnyerő          | Daniel Gómez (MEX) · 15-5                      | Peter Joppich (GER) · 15-13                   | Alexander Massialas (USA) · 14-15                                              | kiesett                                                                       | kiesett | kiesett                                                                           | 6.       |
| Andrea Cassarà                                              | Tőr, egyéni       | erőnyerő          | Jérémy Cadot (FRA) · 15-14                     | Richard Kruse (GBR) · 12-15                   | kiesett                                                                        | kiesett                                                                       | kiesett | kiesett                                                                           | 16.      |
| Daniele Garozzo                                             | Tőr, egyéni       | erőnyerő          | Tarek Ayad (EGY) · 15-8                        | Alá ed-Dín Abu el-Kászem (EGY) · 15-13        | Guilherme Toldo (BRA) · 15-8                                                   | Tyimur Szafin (RUS) · 15-8                                                    | | Alexander Massialas (USA) · 15-11                                                 |          |
| Marco Fichera                                               | Párbajtőr, egyéni | erőnyerő          | Minobe Kazujaszu (JPN) · 8-15                  | kiesett                                       | kiesett                                                                        | kiesett                                                                       | kiesett | kiesett                                                                           | 26.      |
| Enrico Garozzo                                              | Párbajtőr, egyéni | erőnyerő          | Csong Dzsinszon (Jeong Jin-seon) (KOR) · 15-11 | Pak Szangjong (Park Sang-yeong) (KOR) · 12-15 | kiesett                                                                        | kiesett                                                                       | kiesett | kiesett                                                                           | 14.      |
| Paolo Pizzo                                                 | Párbajtőr, egyéni | erőnyerő          | Max Heinzer (SUI) · 11-15                      | kiesett                                       | kiesett                                                                        | kiesett                                                                       | kiesett | kiesett                                                                           | 25.      |
| Aldo Montano                                                | Kard, egyéni      |                   | Farès Ferjani (TUN) · 15-11                    | Nyikolaj Kovaljov (RUS) · 13-15               | kiesett                                                                        | kiesett                                                                       | kiesett | kiesett                                                                           | 11.      |
| Diego Occhiuzzi                                             | Kard, egyéni      |                   | Vũ Thành An (VIE) · 12-15                      | kiesett                                       | kiesett                                                                        | kiesett                                                                       | kiesett | kiesett                                                                           | 18.      |
| Giorgio Avola Andrea Baldini Andrea Cassarà Daniele Garozzo | Tőr, csapat       |                   |                                                |                                               | Brazília (BRA) · Henrique Marques · Ghislain Perrier · Guilherme Toldo · 45-27 | Franciaország (FRA) · Jérémy Cadot · Enzo Lefort · Erwann Le Péchoux · 30-45  | Egyesült Államok (USA) · Miles Chamley-Watson · Race Imboden · Alexander Massialas · Gerek Meinhardt · 31-45 |                                                                                   | 4.       |
| Marco Fichera Enrico Garozzo Paolo Pizzo Andrea Santarelli  | Párbajtőr, csapat |                   |                                                | erőnyerő                                      | Svájc (SUI) · Max Heinzer · Fabian Kauter · Benjamin Steffen · 45-32           | Ukrajna (UKR) · Anatolij Herej · Dmitro Karjucsenko · Bohdan Nyikisin · 45-33 | | Franciaország (FRA) · Yannick Borel · Daniel Jérent · Jean-Michel Lucenay · 31-45 |          |

Női
| Versenyző                                                   | Versenyszám       | Selejtező         | 32-es főtábla                   | Nyolcaddöntő                            | Negyeddöntő                                                                     | Elődöntő                                                               | Bronz- mérkőzés                                                                                       | Döntő                           | Helyezés |
| Versenyző                                                   | Versenyszám       | Ellenfél Eredmény | Ellenfél Eredmény               | Ellenfél Eredmény                       | Ellenfél Eredmény                                                               | Ellenfél Eredmény                                                      | Ellenfél Eredmény                                                                                     | Ellenfél Eredmény               | Helyezés |
| ----------------------------------------------------------- | ----------------- | ----------------- | ------------------------------- | --------------------------------------- | ------------------------------------------------------------------------------- | ---------------------------------------------------------------------- | --- | ------------------------------- | -------- |
| Elisa Di Francisca                                          | Tőr, egyéni       | erőnyerő          | Lin Po Heung (HKG) · 15-8       | Hanna Łyczbińska (POL) · 15-6           | Liu Jung-si (CHN) · 15-10                                                       | Ínesz Búbakri (TUN) · 12-9                                             | | Inna Gyeriglazova (RUS) · 11-12 |          |
| Arianna Errigo                                              | Tőr, egyéni       | erőnyerő          | Đỗ Thị Anh (VIE) · 15-9         | Eleanor Harvey (CAN) · 11-15            | kiesett                                                                         | kiesett                                                                | kiesett                                                                                               | kiesett                         | 9.       |
| Rossella Fiamingo                                           | Párbajtőr, egyéni | erőnyerő          | Leonora Mackinnon (CAN) · 15-8  | Vivian Kong (HKG) · 15-11               | Cshö Indzsong (Choi In-jeong) (KOR) · 15-8                                      | Szun Ji-ven (Sun Yiwen) (CHN) · 12-11                                  | | Szász Emese (HUN) · 13-15       |          |
| Rossella Gregorio                                           | Kard, egyéni      | erőnyerő          | Alina Komascsuk (UKR) · 14-15   | kiesett                                 | kiesett                                                                         | kiesett                                                                | kiesett                                                                                               | kiesett                         | 21.      |
| Loreta Gulotta                                              | Kard, egyéni      | erőnyerő          | Aleksandra Socha (POL) · 15-10  | Kim Dzsijon (Kim Ji-yeon) (KOR) · 15-13 | Olha Harlan (UKR) · 4-15                                                        | kiesett                                                                | kiesett                                                                                               | kiesett                         | 8.       |
| Irene Vecchi                                                | Kard, egyéni      | erőnyerő          | Charlotte Lembach (FRA) · 11-15 | kiesett                                 | kiesett                                                                         | kiesett                                                                | kiesett                                                                                               | kiesett                         | 22.      |
| Ilaria Bianco Rossella Gregorio Loreta Gulotta Irene Vecchi | Kard, csapat      |                   |                                 |                                         | Franciaország (FRA) · Cécilia Berder · Manon Brunet · Charlotte Lembach · 45-36 | Ukrajna (UKR) · Olha Harlan · Olena Kravacka · Alina Komascsuk · 42-45 | Egyesült Államok (USA) · Monica Aksamit · Ibtihaj Muhammad · Dagmara Wozniak · Mariel Zagunis · 30-45 |                                 | 4.       |

## Vízilabda

### Férfi
| Olasz férfi vízilabdacsapat-játékoskeret                                                                                         | Olasz férfi vízilabdacsapat-játékoskeret                                                                               |
| --- | --- |
| - Matteo Aicardi - Michaël Bodegas - Marco Del Lungo - Francesco Di Fulvio - Pietro Figlioli - Andrea Fondelli - Valentino Gallo | - Niccolò Gitto - Alessandro Nora - Christian Presciutti - Nicholas Presciutti - Stefano Tempesti - Alessandro Velotto |

#### Eredmények
Csoportkör
B csoport
| Hely. | Csapat                 | M | Gy | D | V | G+ | G– | Gk  | P | Továbbjutás |
| ----- | ---------------------- | - | -- | - | - | -- | -- | --- | - | ----------- |
| 1.    | Spanyolország (ESP)    | 5 | 3  | 1 | 1 | 46 | 35 | +11 | 7 | Negyeddöntő |
| 2.    | Horvátország (CRO)     | 5 | 3  | 0 | 2 | 37 | 37 | 0   | 6 | Negyeddöntő |
| 3.    | Olaszország (ITA)      | 5 | 3  | 0 | 2 | 40 | 41 | −1  | 6 | Negyeddöntő |
| 4.    | Montenegró (MNE)       | 5 | 2  | 1 | 2 | 36 | 32 | +4  | 5 | Negyeddöntő |
| 5.    | Egyesült Államok (USA) | 5 | 2  | 0 | 3 | 35 | 35 | 0   | 4 |             |
| 6.    | Franciaország (FRA)    | 5 | 1  | 0 | 4 | 28 | 42 | −14 | 2 |             |

| 2016. augusztus 6. 11:40 (16:40) | Spanyolország (ESP)  | 8–9         | Olaszország (ITA)      | Maria Lenk Aquatic Center, Rio de Janeiro Játékvezetők: Vojin Putniković (SRB), Georgios Stavridis (GRE) |
| 2016. augusztus 6. 11:40 (16:40) | (3–2, 2–1, 1–2, 2–4) |             |                        | Maria Lenk Aquatic Center, Rio de Janeiro Játékvezetők: Vojin Putniković (SRB), Georgios Stavridis (GRE) |
| 2016. augusztus 6. 11:40 (16:40) | Molina 4             | Jegyzőkönyv | Figlioli, Presciutti 3 | Maria Lenk Aquatic Center, Rio de Janeiro Játékvezetők: Vojin Putniković (SRB), Georgios Stavridis (GRE) |

| 2016. augusztus 8. 10:20 (15:20) | Olaszország (ITA)    | 11–8        | Franciaország (FRA) | Maria Lenk Aquatic Center, Rio de Janeiro Játékvezetők: Radoslaw Koryzna (POL), Szergej Naumov (RUS) |
| 2016. augusztus 8. 10:20 (15:20) | (4–3, 4–1, 1–2, 2–1) |             |                     | Maria Lenk Aquatic Center, Rio de Janeiro Játékvezetők: Radoslaw Koryzna (POL), Szergej Naumov (RUS) |
| 2016. augusztus 8. 10:20 (15:20) | Aicardi 4            | Jegyzőkönyv | három játékos 2     | Maria Lenk Aquatic Center, Rio de Janeiro Játékvezetők: Radoslaw Koryzna (POL), Szergej Naumov (RUS) |

| 2016. augusztus 10. 13:00 (18:00) | Montenegró (MNE)     | 5–6         | Olaszország (ITA) | Maria Lenk Aquatic Center, Rio de Janeiro Játékvezetők: Molnár Péter (HUN), Georgios Stavridis (GRE) |
| 2016. augusztus 10. 13:00 (18:00) | (1–2, 1–1, 0–1, 3–2) |             |                   | Maria Lenk Aquatic Center, Rio de Janeiro Játékvezetők: Molnár Péter (HUN), Georgios Stavridis (GRE) |
| 2016. augusztus 10. 13:00 (18:00) | Da. Brguljan 2       | Jegyzőkönyv | Di Fulvio 3       | Maria Lenk Aquatic Center, Rio de Janeiro Játékvezetők: Molnár Péter (HUN), Georgios Stavridis (GRE) |

| 2016. augusztus 12. 10:20 (15:20) | Horvátország (CRO)   | 10–7        | Olaszország (ITA) | Maria Lenk Aquatic Center, Rio de Janeiro Játékvezetők: Mark Koganov (AZE), Daniel Flahive (AUS) |
| 2016. augusztus 12. 10:20 (15:20) | (1–1, 4–3, 3–2, 2–1) |             |                   | Maria Lenk Aquatic Center, Rio de Janeiro Játékvezetők: Mark Koganov (AZE), Daniel Flahive (AUS) |
| 2016. augusztus 12. 10:20 (15:20) | Sukno 5              | Jegyzőkönyv | Gallo 2           | Maria Lenk Aquatic Center, Rio de Janeiro Játékvezetők: Mark Koganov (AZE), Daniel Flahive (AUS) |

| 2016. augusztus 14. 15:30 (20:30) | Egyesült Államok (USA) | 10–7        | Olaszország (ITA)     | Olympic Aquatics Stadium, Rio de Janeiro Játékvezetők: Boris Margeta (SLO), Vojin Putniković (SRB) |
| 2016. augusztus 14. 15:30 (20:30) | (2–4, 3–2, 3–1, 2–0)   |             |                       | Olympic Aquatics Stadium, Rio de Janeiro Játékvezetők: Boris Margeta (SLO), Vojin Putniković (SRB) |
| 2016. augusztus 14. 15:30 (20:30) | négy játékos 2         | Jegyzőkönyv | Di Fulvio, Figlioli 2 | Olympic Aquatics Stadium, Rio de Janeiro Játékvezetők: Boris Margeta (SLO), Vojin Putniković (SRB) |

Negyeddöntő
| 2016. augusztus 16. 16:30 (21:30) | Görögország (GRE)     | 5–9         | Olaszország (ITA) | Olympic Aquatics Stadium, Rio de Janeiro Játékvezetők: Boris Margeta (SLO), Szergej Naumov (RUS) |
| 2016. augusztus 16. 16:30 (21:30) | (0–2, 2–2, 1–2, 2–3)  |             |                   | Olympic Aquatics Stadium, Rio de Janeiro Játékvezetők: Boris Margeta (SLO), Szergej Naumov (RUS) |
| 2016. augusztus 16. 16:30 (21:30) | Fundúlisz, Muríkisz 2 | Jegyzőkönyv | Figlioli 3        | Olympic Aquatics Stadium, Rio de Janeiro Játékvezetők: Boris Margeta (SLO), Szergej Naumov (RUS) |

Elődöntő
| 2016. augusztus 18. 16:30 (21:30) | Olaszország (ITA)    | 8–10        | Szerbia (SRB)   | Olympic Aquatics Stadium, Rio de Janeiro Játékvezetők: Georgios Stavridis (GRE), Daniel Flahive (AUS) |
| 2016. augusztus 18. 16:30 (21:30) | (0–3, 2–3, 0–1, 6–3) |             |                 | Olympic Aquatics Stadium, Rio de Janeiro Játékvezetők: Georgios Stavridis (GRE), Daniel Flahive (AUS) |
| 2016. augusztus 18. 16:30 (21:30) | három játékos 2      | Jegyzőkönyv | három játékos 2 | Olympic Aquatics Stadium, Rio de Janeiro Játékvezetők: Georgios Stavridis (GRE), Daniel Flahive (AUS) |

Bronzmérkőzés
| 2016. augusztus 20. 13:00 (18:00) | Montenegró (MNE)     | 10–12       | Olaszország (ITA) | Olympic Aquatics Stadium, Rio de Janeiro Játékvezetők: Boris Margeta (SLO), Szergej Naumov (RUS) |
| 2016. augusztus 20. 13:00 (18:00) | (1–2, 3–3, 3–4, 3–3) |             |                   | Olympic Aquatics Stadium, Rio de Janeiro Játékvezetők: Boris Margeta (SLO), Szergej Naumov (RUS) |
| 2016. augusztus 20. 13:00 (18:00) | Janović 3            | Jegyzőkönyv | Presciutti 4      | Olympic Aquatics Stadium, Rio de Janeiro Játékvezetők: Boris Margeta (SLO), Szergej Naumov (RUS) |

| Csapat            | Helyezés |
| ----------------- | -------- |
| Olaszország (ITA) |          |

### Női
| Olasz női vízilabdacsapat-játékoskeret                                                                                           | Olasz női vízilabdacsapat-játékoskeret                                                                 |
| --- | --- |
| - Rosaria Aiello - Roberta Bianconi - Aleksandra Cotti - Tania Di Mario - Giulia Emmolo - Teresa Frassinetti - Arianna Garibotti | - Giulia Gorlero - Francesca Pomeri - Federica Radicchi - Chiara Tabani - Laura Teani - Elisa Queirolo |

#### Eredmények
Csoportkör
A csoport
| Csapat            | M | Gy | D | V | G+ | G– | Gk  | P |
| ----------------- | - | -- | - | - | -- | -- | --- | - |
| Olaszország (ITA) | 3 | 3  | 0 | 0 | 27 | 15 | +12 | 6 |
| Ausztrália (AUS)  | 3 | 2  | 0 | 1 | 31 | 15 | +16 | 4 |
| Oroszország (RUS) | 3 | 1  | 0 | 2 | 23 | 31 | –8  | 2 |
| Brazília (BRA)    | 3 | 0  | 0 | 3 | 13 | 33 | –20 | 0 |

| 2016. augusztus 9. 10:20 (15:20) | Olaszország (ITA)       | 9–3         | Brazília (BRA)  | Maria Lenk Aquatic Center, Rio de Janeiro Játékvezetők: Diana Dutilh-Dumas (NED), Dion Willis (RSA) |
| 2016. augusztus 9. 10:20 (15:20) | (1–1 , 2–0 , 3–0 , 3–2) |             |                 | Maria Lenk Aquatic Center, Rio de Janeiro Játékvezetők: Diana Dutilh-Dumas (NED), Dion Willis (RSA) |
| 2016. augusztus 9. 10:20 (15:20) | Bianconi 3              | Jegyzőkönyv | három játékos 1 | Maria Lenk Aquatic Center, Rio de Janeiro Játékvezetők: Diana Dutilh-Dumas (NED), Dion Willis (RSA) |

| 2016. augusztus 11. 10:20 (15:20) | Olaszország (ITA)     | 8–7         | Ausztrália (AUS) | Maria Lenk Aquatic Center, Rio de Janeiro Játékvezetők: Molnár Péter (HUN), Boris Margeta (SLO) |
| 2016. augusztus 11. 10:20 (15:20) | (4–2, 0–1, 2–3 , 2–1) |             |                  | Maria Lenk Aquatic Center, Rio de Janeiro Játékvezetők: Molnár Péter (HUN), Boris Margeta (SLO) |
| 2016. augusztus 11. 10:20 (15:20) | Garibotti 3           | Jegyzőkönyv | két játékos 2    | Maria Lenk Aquatic Center, Rio de Janeiro Játékvezetők: Molnár Péter (HUN), Boris Margeta (SLO) |

| 2016. augusztus 13. 10:20 (15:20) | Oroszország (RUS)    | 5–10        | Olaszország (ITA) | Maria Lenk Aquatic Center, Rio de Janeiro Játékvezetők: Joseph Peila (USA), Adrian Alexandrescu (ROU) |
| 2016. augusztus 13. 10:20 (15:20) | (2–3, 1–2, 1–3, 1–2) |             |                   | Maria Lenk Aquatic Center, Rio de Janeiro Játékvezetők: Joseph Peila (USA), Adrian Alexandrescu (ROU) |
| 2016. augusztus 13. 10:20 (15:20) | Grineva 2            | Jegyzőkönyv | Bianconi 3        | Maria Lenk Aquatic Center, Rio de Janeiro Játékvezetők: Joseph Peila (USA), Adrian Alexandrescu (ROU) |

Negyeddöntő
| 2016. augusztus 15. 19:40 (0:40) | Olaszország (ITA)    | 12–7        | Kína (CHN) | Maria Lenk Aquatic Center, Rio de Janeiro Játékvezetők: Georgios Stavridis (GRE), Adrian Alexandrescu (ROU) |
| 2016. augusztus 15. 19:40 (0:40) | (1–1, 3–1, 4–2, 4–3) |             |            | Maria Lenk Aquatic Center, Rio de Janeiro Játékvezetők: Georgios Stavridis (GRE), Adrian Alexandrescu (ROU) |
| 2016. augusztus 15. 19:40 (0:40) | Bianconi 3           | Jegyzőkönyv | Zhang 3    | Maria Lenk Aquatic Center, Rio de Janeiro Játékvezetők: Georgios Stavridis (GRE), Adrian Alexandrescu (ROU) |

Elődöntő
| 2016. augusztus 17. 12:20 (17:20) | Olaszország (ITA)    | 12–9        | Oroszország (RUS)    | Maria Lenk Aquatic Center, Rio de Janeiro Játékvezetők: Francesc Buch (ESP), Mark Koganov (AZE) |
| 2016. augusztus 17. 12:20 (17:20) | (2–2, 4–2, 2–0, 4–5) |             |                      | Maria Lenk Aquatic Center, Rio de Janeiro Játékvezetők: Francesc Buch (ESP), Mark Koganov (AZE) |
| 2016. augusztus 17. 12:20 (17:20) | Garibotti 5          | Jegyzőkönyv | Ivanova, Liszunova 2 | Maria Lenk Aquatic Center, Rio de Janeiro Játékvezetők: Francesc Buch (ESP), Mark Koganov (AZE) |

Döntő
| 2016. augusztus 19. 15:30 (20:30) | Olaszország (ITA)    | 5–12        | Egyesült Államok (USA) | Maria Lenk Aquatic Center, Rio de Janeiro Játékvezetők: Adrian Alexandrescu (ROU), Francesc Buch (ESP) |
| 2016. augusztus 19. 15:30 (20:30) | (1–4, 2–1, 1–4, 1–3) |             |                        | Maria Lenk Aquatic Center, Rio de Janeiro Játékvezetők: Adrian Alexandrescu (ROU), Francesc Buch (ESP) |
| 2016. augusztus 19. 15:30 (20:30) | Radicchi 2           | Jegyzőkönyv | Neushul 3              | Maria Lenk Aquatic Center, Rio de Janeiro Játékvezetők: Adrian Alexandrescu (ROU), Francesc Buch (ESP) |

| Csapat            | Helyezés |
| ----------------- | -------- |
| Olaszország (ITA) |          |